# Dornier Do 17
Dornier Do 17 (přezdívaný pro svůj protažený a tenký trup tužka nebo létající tužka) byl celokovový německý bombardovací a průzkumný letoun, který během bleskové války tvořil základ bombardovacího letectva Luftwaffe.
Byl navržen začátkem 30. let podle konceptu RLM na "Schnellbomber" (rychlý bombardér), který měl být teoreticky dostatečně rychlý na to, aby mohl předstihnout útočící stíhačky.
Na začátku války tvořil jeden ze tří hlavních typů bombardérů používaných Luftwaffe. Svou bojovou premiéru začaly Do 17 v roce 1937, ve španělské občanské válce, kde byly používán v Legii Condor. Spolu s Heinkelem He 111 byl v letech 1939 - 1940 hlavním bombardérem Luftwaffe.
Dornier byl používán během celé války a zúčastnil se každé větší kampaně v první linii až do roku 1941, kdy jeho efektivita a užitečnost byla zredukována kvůli malé nosnosti a doletu. Výroba Dornier Do 17 skončila v létě 1940 ve prospěch novějších a silnějších strojů Junkers Ju 88. Přesto zůstal Do 17 ve službách Luftwaffe až do konce války jako vlečné, experimentální a cvičné letadlo. Značná část produkce byla odeslána státům v německé sféře vlivu. Několik se jich zachovalo do konce války, poslední kus byl sešrotován ve Finsku v roce 1952.
Dne 3. září 2010, oznámilo muzeum RAF v Londýně, že byl objeven Dornier Do 17 pohřbený pod pískem u pobřeží Kentu v Anglií. Letadlo je v dobrém stavu a díky svému jedinečnému významu ho muzeum vytáhlo a po renovaci plánuje vystavit.

## Vývoj
V roce 1932 ministerstvo zbrojení (Heereswaffenamt) vydalo požadavek na konstrukci nákladního letadla pro německé státní dráhy a zároveň na rychlé poštovní letadlo pro Lufthansu. Továrna ve Friedrichshafenu na projektu zahájila práci 1. srpna 1932.
Když se v roce 1933 dostali k moci nacisté, stali se Hermann Göring a Erhard Milch (zástupce) národními komisaři pro letectví, což bylo zanedlouho přejmenováno na ministerstvo letectví, RLM (Reichsluftfahrtministerium). RLM označila nový stroj jako Do 17 a 17. března 1933 jen tři měsíce poté, co se dostal do úřadu, nařídil Milch konstrukci prototypů. Koncem roku 1933 vydalo RLM specifikaci pro rychlé letadlo s dvojitými ocasními plochami nesoucí speciální vybavení, čímž měli na mysli bombardér.

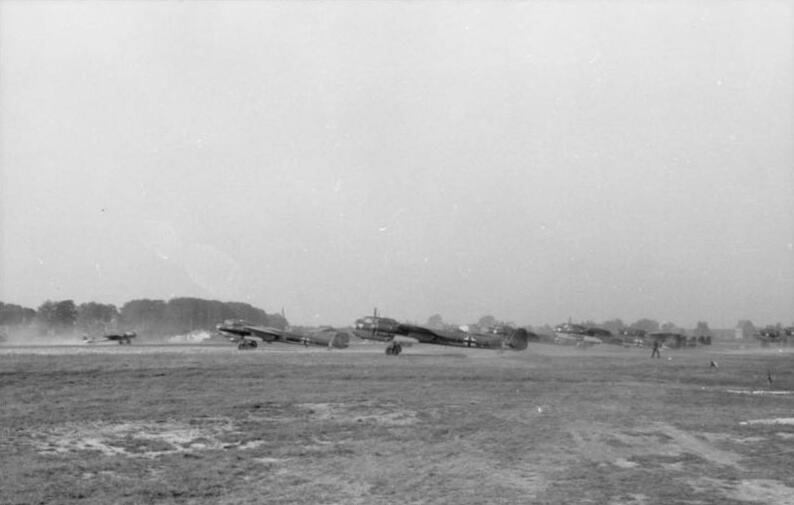
Dorniery Do 17 jednotky Kampfgeschwader 3 na francouzském letišti, 1940

Původní návrh z roku 1932 (Do 17c) počítal s použitím jen jedné svislé ocasní plochy a Dornier pokračoval v tomto vývoji. Poprvé byl Do 17 představen jako maketa v dubnu 1933. "Speciální vybavení" mělo být instalováno později, aby se zakrylo jeho skutečné určení. V dubnu 1934 začala továrna Dornier ve Friedrichshafenu práci na projektu s názvem "zadání". V průběhu tohoto měsíce byla navržena obranná výzbroj a byly dokončeny konstrukční detaily pumového mechanismu. Výroba těchto prototypů začala 20. května 1934 a 23. listopadu 1934 uskutečnil Do 17 V1 (Werk-Nr.256, imatrikulace D-AJUN) s jednou SOP a pohonem dvou řadových dvanáctiválců BMW VI 7.3 o vzletovém výkonu po 482 kW svůj první let. Zálet provedl zkušební pilot společnosti Dornier Flugkapitän Egon Fath.
Testování bylo opožděno kvůli sérii nehod, přičemž stroj V1 byl v polovině února a v dubnu 1935 poškozen při přistání. Stroj Do 17 V2 (Werk-Nr257, D-AHAK) s dvojitými ocasními plochami a pohonem dvou motorů BMW VI 6.3 se poprvé vznesl 18. května 1935 a 24. až 26. června 1935 byl testován RLM spolu se strojem V1 na letišti Rechlin. Během testů se ukázalo, že stroj V1 s jednou SOP má jen částečnou stabilitu, proto byl upraven přidáním dvojité SOP. Stroj byl zničen při selhání motoru 21. prosince 1935. Letoun Do 17 V3 (Werk-Nr.258, D-ABIH), též s dvojitými ocasními plochami, měl být původně osazen motory Hispano-Suiza 12Ybrs, ale tyto nebyly dostupné, proto byl osazen motory BMW VI 7.3, stejně jako V1 a poprvé vzlétl 19. září 1935.
Je potvrzeno, že na rozdíl od Heinkelu He 111, který byl od začátku plánován pro vojenské účely, byl Do 17 V1 navržen jako rychlé, 6 místné poštovní letadlo, které mělo soutěžit s menším jednoplošníkem Heinkel He 70. Říká se, že Lufthansa ho odmítla kvůli stísněné kabině, která byla příliš nepohodlná pro pasažéry, a na poštovní letadlo mělo příliš vysoké provozní náklady. Podle pověsti zůstaly 3 prototypy nevyužité v továrně Dornier v Lowentalu téměř šest měsíců, dokud je neobjevil kapitán Untucht z Lufthansy. Po obdržení povolení k letu s jedním se strojů, s ním začal provádět téměř kaskadérské kousky. Po přistání konstatoval, že stroj je obratný jako stíhačka a pokud mu dodají více podélné stability, bude z něj rychlý bombardér. Zanedlouho na to Dornier přepracoval ocasní plochy a obnovil zájem o tento stroj.
Dornier byl pak požádán o vyrobení prototypu Do 17 V4 (Werk-Nr.654, D-AGYA), který byl zalétán 24. března 1936. Sloužil ke zkouškám výzbroje v E-Stellen Tarnewitz a Travemünde. Prototyp Do 17 V5 (Werk-Nr.655, D-AKOH) poháněly motory Hispano Suiza 12 Ykrs o maximálním výkonu 566 kW, s nimiž dosahoval maximální rychlosti 391 km/h. Testování prototypů V4, Do 17 V6  (Werk-Nr.656, D-AKUZ, vzor pro Do 17 E-2) s pohonnými jednotkami BMW VI 7.3 a Do 17 V7 (Werk-Nr.657, D-AQYK) bylo úspěšné a vzniklo několik prototypů jako Do 17 V8 (Werk-Nr.658, D-AXUM), který se stal vzorem dálkové průzkumné verze Do 17 F-1, zatímco Do 17 V9 (Werk-Nr.659, D-ABOY) byl zkoušen jako rychlé dopravní letadlo. Stroj V9 byl stále letuschopný ještě v roce 1944.
Prototypy Do 17 V10 (Werk-Nr.666, D-AKKU) zalétaný 21. října 1936 a Do 17 V11 (Werk-Nr.681, D-ATYA) s premiérovým letem 11. února 1937 byly opět vzorové Do 17 F-1. Do 17 V12 (Werk-Nr.682, D-AKYU) byl vybaven motory Daimler-Benz DB 600 C o vzletovém výkonu po 772 kW a sloužil k testům pohonných jednotek Daimler-Benz. Prototyp Do 17 V13 (Werk-Nr.683, D-ATAH) poháněný stejnými motory sloužil k testům elektrických pumových zámků a následně byl zařazen k jednotce Fliegerstaffel Staaken. Stroje této jednotky byly pověřovány tajnými úkoly fotografického průzkumu. Rovněž exemplář Do 17 V14 (Werk-Nr.684, D-AFUO) byl zařazen k této jednotce.
Několik strojů Do 17 E a F ze sériové výroby bylo vyčleněno k experimentálním účelům. Tři letouny Do 17 E-1 obdržely prototypová označení Do 17 V15 (Werk-Nr.816), Do 17 V16 (Werk-Nr.839) a Do 17 V17 (Werk-Nr.801). Prototyp V15 byl přestavěn na verzi s pětičlennou osádkou a byl vybaven dodatečnou radionavigační aparaturou. Sloužil jako vedoucí letoun u Lehrgeschwader 2 v Greisfwaldu. Stroj V16 byl využíván k testům elektrických pumových zámků. V17 byl po zkouškách s rádiovým vybavením používán ke zkouškám odledovací instalace.
Rovněž čtveřice letounů verze E-2 posloužila jako zkušební. Do 17 V18 (Werk-Nr.2021) a Do 17 V19 (Werk-Nr.2022) byly zkoušeny s hvězdicovými motory BMW 132 F, které vycházely z amerických pohonných jednotek Pratt & Whitney Hornet. Do 17 V20 (Werk-Nr.2031) a Do 17 V21 (Werk-Nr.2032) se zkoušely s hvězdicovými motory Bramo 323 Fafnir. Těmito pohonnými jednotkami byl vybaven také další E-2 (Werk-Nr.2033, D-AYZE), který nenesl prototypové označení. Od října 1937 byly prototypy V18 a V19 přeznačeny na Do 17 J1 a Do 17 J2.
Současně společnost Dornier pracovala na nové variantě, která vycházela z Do 17 E, ale vyznačovala se zlepšenými výkony. Takto vznikl Do 17 M V1 (Werk-Nr.691, D-AELE) zalétaný 7. dubna 1937, který se stal prvním prototypem verze M. Od varianty E se odlišoval například celokovovým potahem křídla, elektromechanicky zatahovaným podvozkem, samosvornými palivovými nádržemi, instalací odledovacího zařízení na náběžných hranách křídla a další palivovou nádrží v trupu. Pohon zajišťovaly dva řadové motory Daimler-Benz DB 600. Krátce nato byly nahrazeny novější verzí DB 601 A. Další odlišností byla prodloužená hranatá příď trupu, která byla vyvinuta pro exportní verzi K určenou Jugoslávii. Druhý prototyp Do 17 M V2 (Werk-Nr.692, D-AUQO) měl instalované hvězdicové motory Bramo 323 A. Prototyp Do 17 M V3 (Werk-Nr.693, D-AAQU) byl poháněn novou variantou těchto motorů Bramo 323 D a stal se vzorem pro sériové Do 17 M.

## Konstrukce

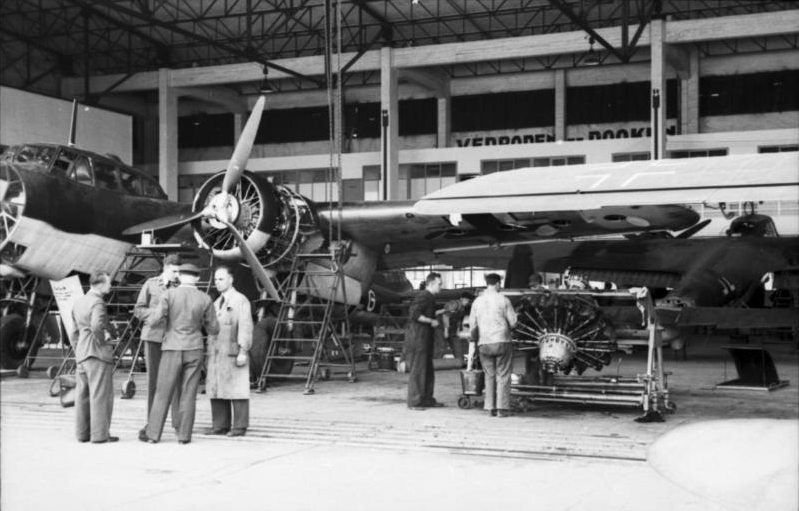
Dva stroje Do 17Z v hangáru a vedle vymontované motory Bramo 323

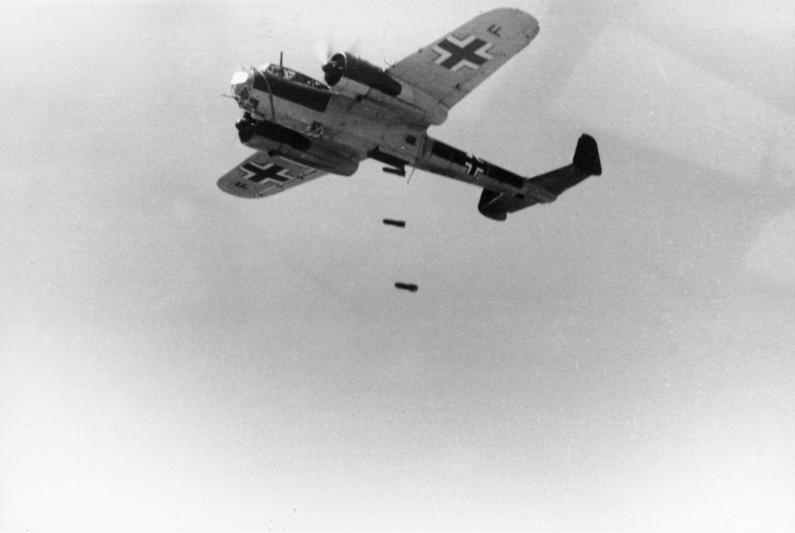
Do 17 při vypuštění pum

Kokpit a přední část trupu měly tradiční stupňovitý kokpit a nos byl plně prosklený. První verze byly přezdívané „létající tužka“ kvůli štíhlému a dlouhému trupu. V důsledku zkušeností ze španělské občanské války byla zvýšena střecha kokpitu a spodní polovina prostoru posádky byla rozšířena směrem ven, aby tak mohlo být místo pro člena posádky obsluhujícího další obranný kulomet.
Prostor kabiny byl rozšířen směrem k náběžné hraně křídla, kde bylo místo dolního zadního a horního zadního střelce v jedné rovině. Kabina se skládala z pilotova sedadla a předního střelce v přední části kokpitu. Pilot seděl na levé straně, blízko čelního okna z plexiskla. Jeden z kulometčíků seděl na pravém sedadle, mírně posunutém dozadu, aby poskytoval místo pro kulomet MG 15 ráže 7,92 mm.
Posádka Do 17 se nejčastěji skládala ze 4 lidí. Bombometčíka, který obsluhoval i kulomet MG 15 v proskleném nose a zadní v nižší poloze; dva kulometčíci obsluhovali dopředu střílející kulomet MG 15 v čelním skle a 2 kulomety MG v bočních okénkách na každé straně a také dozadu střílející zbraně. Kabina poskytovala jasný a panoramatický výhled ve velkých výškách. Standardní výzbroj byla 3 300 nábojů ráže 7,92 mm ve 44 dvojitých bubnových zásobnících.
Křídlo mělo plochu 55 m² a 18 m s náběžnou hranou, která s odtokovou hranou tvořila téměř dokonalý půlkruh. Kořeny náběžné hrany splývaly s horní částí trupu a kabinou. Jak se křídlo rozšiřovalo dozadu bylo zahnuto pod ostrým úhlem, takže odtoková hrana končila v téměř v polovině boku trupu, čímž byl zvýšen úhel náběhu. Tento konstrukční rys byl použit u všech budoucích Dornierových bombardérů, konkrétně Do 217.
Trup byl dlouhý 15,8 m. Byl tenký a úzký, čímž představoval pro nepřítele těžký cíl na zasažení. Ocasní plochy měly dvojitou SOP, což mělo zvýšit směrovou stabilitu letounu. Pohonnou jednotku verze Z-1 tvořily dva motory Daimler-Benz DB 601, ale kvůli jejich nedostatku byly použity motory Bramo 323 A-1. Do 17 s těmito motory však mohly dosáhnout maximální rychlosti pouze 352 km/h (ve výšce 1070 m), v důsledku čehož nedosahoval Do 17 rychlosti vyšší než 416 km/h v přímém letu s plným nákladem.
Dolet Do 17Z-1 byl při zemi 1 021 km, což se zvýšilo na 1 367 km ve výšce 4 720 m. To mu dodávalo průměrný bojový dolet 740 km. Použití motorů Bramo 323P vyústilo v lehké zvýšení všech výkonů u verze Z-2.
Dornier Do 17 byl vybaven důležitým obranným mechanismem, kterým byly samosvorné obaly palivových nádrží, které chránily nádrže v křídle a trupu. To snižovalo ztrátu paliva a nebezpečí ohně při zasažení v boji, a často umožnily posádce zpáteční cestu. Kyslík byl zajištěn formou 20 lahví pro posádku při letu nad 3 660 m.
Komunikační vybavení sestávalo z radiostanice FuG X a později FuG 10, směrový naváděč PeilG V a zařízením pro přistávání naslepo FuG 25 IFF a FuBI 1. Posádka komunikovala pomocí palubního interkomu EIV. Byl také použit jednoduchý autopilot Siemens K4 Ü .
Pumovnice obsahovala 4 závěsy, pátý pro pumy SC 50 a dva závěsy ETC 500 určené pro těžší náklad, každý s nosností 500 kg. Pumový zaměřovač Lofte A nebo B byl zabudován spolu s průzorem BZA-2. Pumovnice nabízela dvě možnosti. První bylo nesení 4 pum s hmotností 250 kg, přičemž by se snížil dolet. Ale pokud by se posádka rozhodla nést pouze polovinu nákladu, mohly být do přední pumovnice umístěny palivové nádrže k prodloužení doletu. Bombometčík vypouštěl pumy pomocí zaměřovače Lofte A/B, který byl umístěn na levé straně nosu letadla a nasměrován přímo dolů. Plně naložený měl Do 17Z-1 hmotnost 7 740 kg.

## Verze

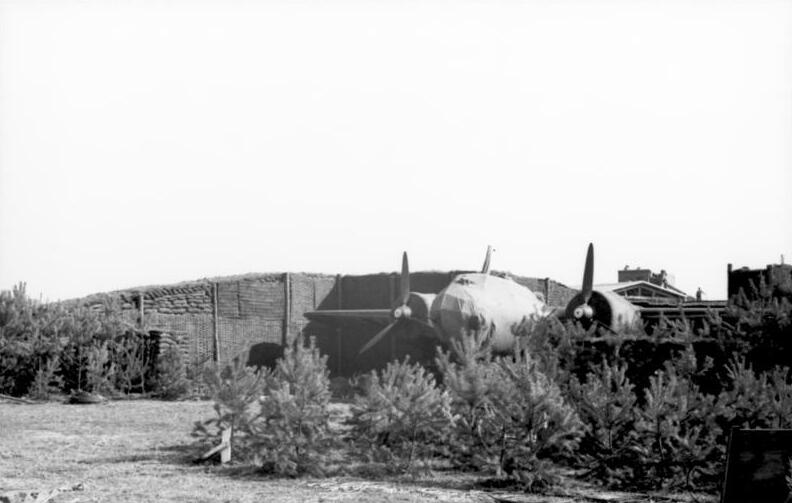
Zamaskovaný Do 17 na belgickém letišti, září 1940

### Do 17 E a F
Počáteční výrobu tvořily bombardovací verze Do 17E-1 a průzkumná verze Do 17F-1 poháněné řadovými motory BMW VI 7.3, které byly zavedeny do výroby v roce 1936 v továrnách Dornier v Allmansweileru, Löwenthalu a Manzellu. Jejich výzbroj zpočátku tvořil jeden kulomet MG 15 ráže 7,9 mm ve střelišti na hřbetě trupu a dodatečně se montoval další MG 15, který mohl střílet otvorem v podlaze kabiny. Verze E-1 byla navíc vybavena třetím kulometem MG 15, který střílel dopředu oknem v pilotní kabině.
Posádku obou verzí tvořili tři lidé. Pilot, navigátor, který u varianty E-1 plnil i funkci bombometčíka, a střelec-radiotelegrafista. Zásobník měl 750 nábojů. Do 17 E-1 mohl nést v pumovnici náklad pum o celkové hmotnosti 500 kg, tedy 10 pum SC 50, nebo čtyři SD 100, případně dvě SD 250. Náklad pum mohl být zvýšen až na 750 kg při značně omezeném doletu. Verze E-1 pokračovala v nesení malých nákladů bomb až do druhé světové války. Výkon verze E-1 jí umožňoval dosáhnout rychlosti 330 km/h ve výšce 3 000 m. Během střemhlavého bombardování mohl Do 17 dosáhnout rychlosti 500 km/h. Jeho maximální dostup byl 5 500 m.
Do 17F-1 byla průzkumná verze s dlouhým doletem, nebyla tedy vybavena bombardovacími zaměřovači a pumovými závěsníky. Instalována byla přídavná palivová nádrž a tři kamery (Rb 10/18, Rb 20/30 a Rb 50/30) spolu se šesti odhazovatelnými tubami pro blesk. Do 17F-1 byl používán až do roku 1938, kdy byl nahrazen verzí Do 17P.
V roce 1937 vznikly také varianty Do 17 E-2 a Do 17 E-3, následně i Do 17 F-2, které se od svých předchůdců lišily jen nepatrně ve vybavení. Celkem bylo vyrobeno 536 kusů Do 17 E a F, z toho 268 v mateřské továrně, zbytek licenčně produkovaly jiné firmy.

### Do 17 K

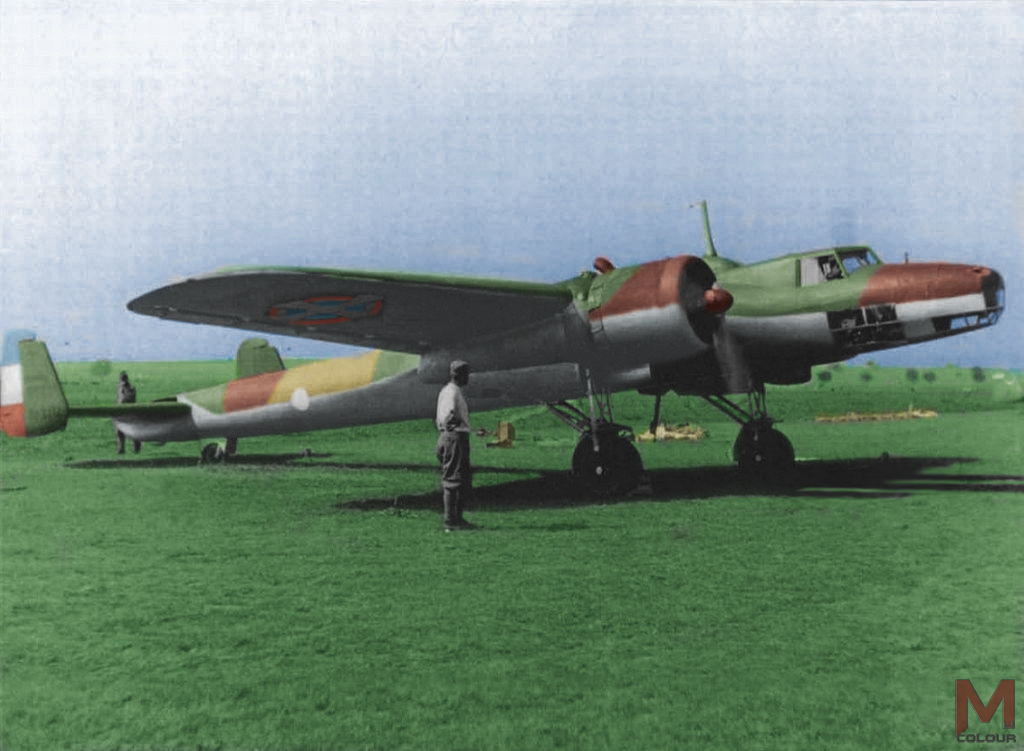
Do 17K v barvách JKRV

Dornierova letadla měla již déle vynikající pověst mezi jugoslávskými piloty díky své kvalitě, spolehlivosti, odolnosti a službě. Dorniery dostalo jugoslávské námořní letectvo (pomorskie Vazduhoplovstvo) v roce 1926. Konkrétně šlo o těžké bombardéry Dornier Komet a Dornier Do Y. Jugoslávci už s Dornierovými letadly byli seznámeni tak, že 19. listopadu 1935 jugoslávští piloti vyzkoušeli prototyp Do 17 V3. Rozhodli se zařadit Do 17 do služby přesto, že byl dražší než leckteré jiné letadlo, kvůli německé ochotě dodat stroje rychle a bez omezení množství.
Paralelně s pracemi na verzi Do 17 M tedy probíhal vývoj varianty Do 17 K, jejíž výrobu objednalo Jugoslávské královské letectvo (JKRV). Tato exportní verze vycházela z Do 17 E s hydraulicky zatahovaným podvozkem a se spodní plochou křídla částečně potaženou plátnem. Zabudovali do něj silnější vzduchem chlazené hvězdicové čtrnáctiválce Gnome-Rhône 14Na Mistral Major o maximálním výkonu 721 kW ve výšce 4525 m, které poháněly třílisté stavitelné vrtule VDM o průměru 3,30 m. Jugoslávská objednávka zněla na 36 kusů, které obdržely výrobní čísla 2381-2400 a 2461-2467. Prvních 20 strojů bylo vyrobeno v bombardovací verzi Do 17 Ka-1, dalších 14 v průzkumné variantě Do 17 Ka-2, která mohla plnit i pomocné bombardovací úkoly. Zbylé dva stroje vycházející z Do 17 M se staly vzorem pro bombardovací verzi Do 17 Kb-1, kterou měla v počtu 100 kusů licenčně vyrábět továrna Državna Fabrika Aviona v Kraljevu. První letoun pro Jugoslávii zalétal Flugkapitän Fath 6. října 1937, 25. října byl přelétnut do Bělehradu.
Dodatečné vybavení jugoslávských strojů se skládalo z bombardovacího zaměřovače Viro, pumových závěsníků Trajan, radiostanice FuG III Telefunken 274 af a P 63uN. Kulomety MG 15 byly nahrazeny belgickými FN-Browning ráže 7,7 mm, které byly instalovány ve střelištích na hřbetě trupu, pod trupem a v pravé části čelního štítku kabiny. Průzkumná verze Ka-2 byla vybavena kamerami Lesner nebo Nistri.
Do začátku války s Německem se v Kraljevu podařilo vyrobit 40 kusů, k 6. dubnu 1941 tak jugoslávské letectvo disponovalo celkem 70 Do 17 K.

### Do 17 L a M
Verze Do 17 L-0 a Do 17 M-0 byly vyvinuty paralelně jako náhrada za starší Do 17 E a F, přičemž verze L byla průzkumnou. Obě byly navrženy s použitím silnějších motorů DB 600A s výkonem 746 kW (1 000 hp). Dva kusy verze L a jeden kus verze M byly postaveny jako prototypy nově vzniklé verze, obě s přidáním dalšího kulometu MG 15 v nose letadla.
Na 4. mezinárodním leteckém mítinku vojenských letadel ve švýcarském Curychu-Dübendorfu se prototyp Do 17 M V1 ukázal jako lídr ve své třídě a byl rychlejší než nejrychlejší zahraniční stíhačka, francouzská Dewoitine D.510. Dornier Do 17 spolu s Messerschmittem Bf 109 tehdy vyhrály mnoho cen a předvedly schopnosti německého leteckého průmyslu. Přesto kvůli nedostatečným dodávkám motorů Daimler-Benz DB 601 A musel být sériový Do 17 M osazen motory Bramo 323, přičemž průzkumná verze Do 17 P byla poháněna motory BMW 132N, protože s nimi měl stroj lepší dolet.
Dodávky motorů DB 600 zůstaly omezené, protože výroba přešla na motory DB 601 se vstřikováním paliva, které byly vyhrazeny pro stíhačky Messerschmitt Bf 109 a Bf 110. Proto byly sériové modely základní verze Do 17 M osazeny motory Bramo 323A-1 Fafnir o výkonu 670 kW (900 hp), který měl přiměřený výkon a dovolil zvýšit náklad pum na 1 000kg. Takto vzniklý Do 17 M-1 byl vyráběn v malém množství a sloužil do roku 1941 .
Verze Do 17 M-1 začala svou kariéru jako střední bombardér, přičemž byl schopen nést 1 000 kg pum. Byl osazen vzduchem chlazenými motory Bramo 323 A-1 a A-2. Obranná výzbroj sestávala ze dvou a později tří kulometů MG 15. První z nich byl v předním skle obsluhováný navigátorem a měl zásobu 370 nábojů. Zadní střelec v dolní části obsluhoval kulomet se zásobou 375 nábojů. Zadní střelec v horní části obsluhoval kulomet se zásobou 750 nábojů. Mohl nést náklad sestávající z 20 kusů pum SC 50 nebo dvou SC 250 500 kg nebo 10 pum SC 50 a jedné SC 250. Rychlost verze M byla vyšší než verze E. Dornier Do 17M mohl dosáhnout rychlosti 420 km/h ve výškách 3 500 m, maximální dostup měl 5 790 m a dolet 1 570 km. Poptávka po průzkumném stroji založeném na verzi M-1 vedla k vývoji verze P-1.

### Do 17 P

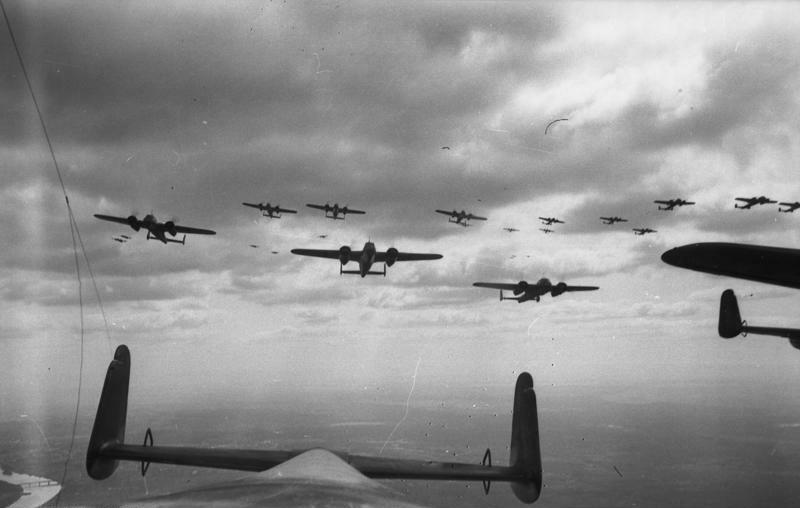
Typická stupňovitá formace bombardérů Luftwaffe

Kvůli použití motorů DB 600 ve stíhačce Bf 109 by se nebyla dostala do výroby verze L, která je používala. Motory Bramo měly příliš vysokou spotřebu paliva, a tak měly stroje verze M omezený dolet, nedostatečný pro průzkumné letadlo. Místo něj byly použity hvězdicové motory BMW 132N o výkonu 645 kW, které měly nižší spotřebu, a tak i větší dolet. Další dva prototypy s motory DB 600 byly vyrobeny pod označením Do 17R-0, ale do výroby se nedostaly. Během průzkumných akcí byly verze P-1 ozbrojeny čtyřmi kulomety MG 15.
Verze P měla podobné vybavení jako Do 17M-1 s přidáním zařízení k letu naslepo a fotografickým vybavením na průzkumnou činnost. Poháněly ji hvězdicové motory BMW 132N o maximálním výkonu 645 kW. Stroj byl osazen různorodým rádiovybavením jako například rádiem FuG III a U (Funkgeräte), směrovým vyhledávačem PeilG V (PeilG-Peilgerät) a rádiovým zařízením pro přistání na slepo FuBI 1 (FuBI-Funkblindlandegerät). Tříčlenná posádka spolu komunikovala pomocí interkomu EIV (EIV-Eigenverständigungsanlage). Verze P-1 měla fotografické vybavení sestávající z kamer Rb 20/30, Rb 50/30 nebo Rb 20/18 a Rb 50/18.
Verze P-1 Trop měla instalovány filtry a ochranu pro fotoaparáty. Kamery byly ovládány dálkově z kokpitu. Kvůli nedostatku nočních stíhaček byl nejméně jeden Do 17P-1 přidělen k tomuto úkolu. Na místě proskleného nosu byl instalován plech a umístěny tři 20mm kanóny MG 151/20. Tento stroj patřil pod Luftflotte 1.
Stroj Do 17 P-2 byl identický s verzí P-1 s dodatečnou instalací pumových závěsů ETC 500 pod trupem. Tyto stroje byly navrženy k nočnímu průzkumu. Je pravděpodobné, že Dornier použil na verzi P-2 modifikované stroje verze P-1.

### Do 17 R
Na rozdíl od Do 17P-2 se Do 17R-1 do sériové výroby nedostal. Zkušenosti ze španělské občanské války potvrdily, že neozbrojená letadla byla snadnou kořistí pro stíhačky. Verze R-1 měla být rychlým průzkumným strojem se dvěma dodatečnými palivovými nádržemi v trupu za pumovnicí.
Byly navrženy dvě varianty. První měl mít fotografické vybavení sestávající z jedné kamery Rb 50/30 a dvou Rb 20/30, zatímco druhá varianta měla třetí palivovou nádrž v místě kamery Rb 50/30. Jeho celková hmotnost byla 7 300kg, ale v případě potřeby mohl být přetížen na 7 500 kg. Posádku tvořili většinou tři lidé, ale v závislosti na mise se k nim mohl přidat čtvrtý člen. Aby ve větších výškách dosáhl lepšího výkonu, měly být použity motory DB 600G.
Tyto pohonné jednotky byly zkoušeny na stroji Do 17R-V1 s označením D-ABEE. Druhý stroj Do 17R-V2 s označením D-ATJU dostal ještě silnější motory DB 601A.

### Do 17 S a U
Poučení ze španělské občanské války vedlo Dornierovy konstruktéry k instalaci dodatečné obranné výzbroje. Boje se sovětskými stíhačkami ukázaly, že Do 17 nebyl až tak rychlý a nezranitelný jak se předpokládalo.
Jako řešení byl navržen zcela nový gondolovitý kokpit, který poskytoval posádce více místa a viditelnosti. Horní část kabiny byla nastavena nad úroveň trupu a zvažovala se dolů, kde se na trup napojila v místě náběžné hrany křídla. Zadní kulomet byl přesunut do zadní části gondoly, kde měl střelec mnohem lepší výhled a palebná pole. Podobně i spodní část kabiny byla ještě více snížena. Změny v podlaze a střeše vyústily do celkového zvětšení přední části letadla, přičemž zbytek trupu zůstal stejný. Nový kokpit byl přezdíván Kampfkopf ("bojová hlava").
Prototyp verze S byl zkoušen s řadovými motory FB 600G. Na průzkumné verzi Do 17S-0 byly zkoušeny invertní motory, ale tato verze se do výroby nedostala. Bylo postaveno dalších 15 "doprovodných" modelů Do 17U-1, které byly podobné verzi S-0, ale s přidáním dalšího člena posádky, který obsluhoval dodatečné radiové vybavení. Verze U měly letět před ostatními bombardéry při nočních misích, přičemž používaly rádiové vybavení na zaměření cíle a shození světlic na jejich označení. Na tento úkol byly vybrány osobně jednotkou KG 100 jako zkušební stroje. Verze U-1 měla maximální rychlost 424 km/h a bojový dostup 4 500 m. Do roku 1938 bylo postaveno 12 sériových strojů a tři prototypy.

### Do 17 Z

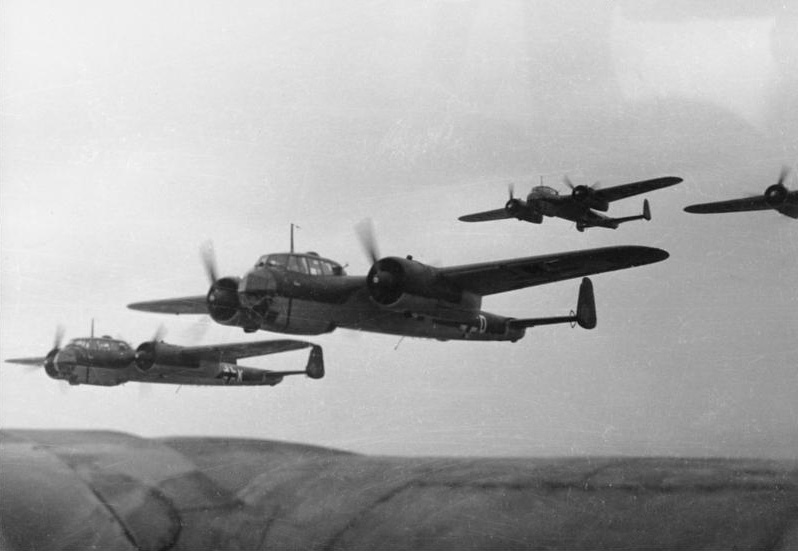
Formace Dornierů Do 17Z nad Belgií, cca 1940

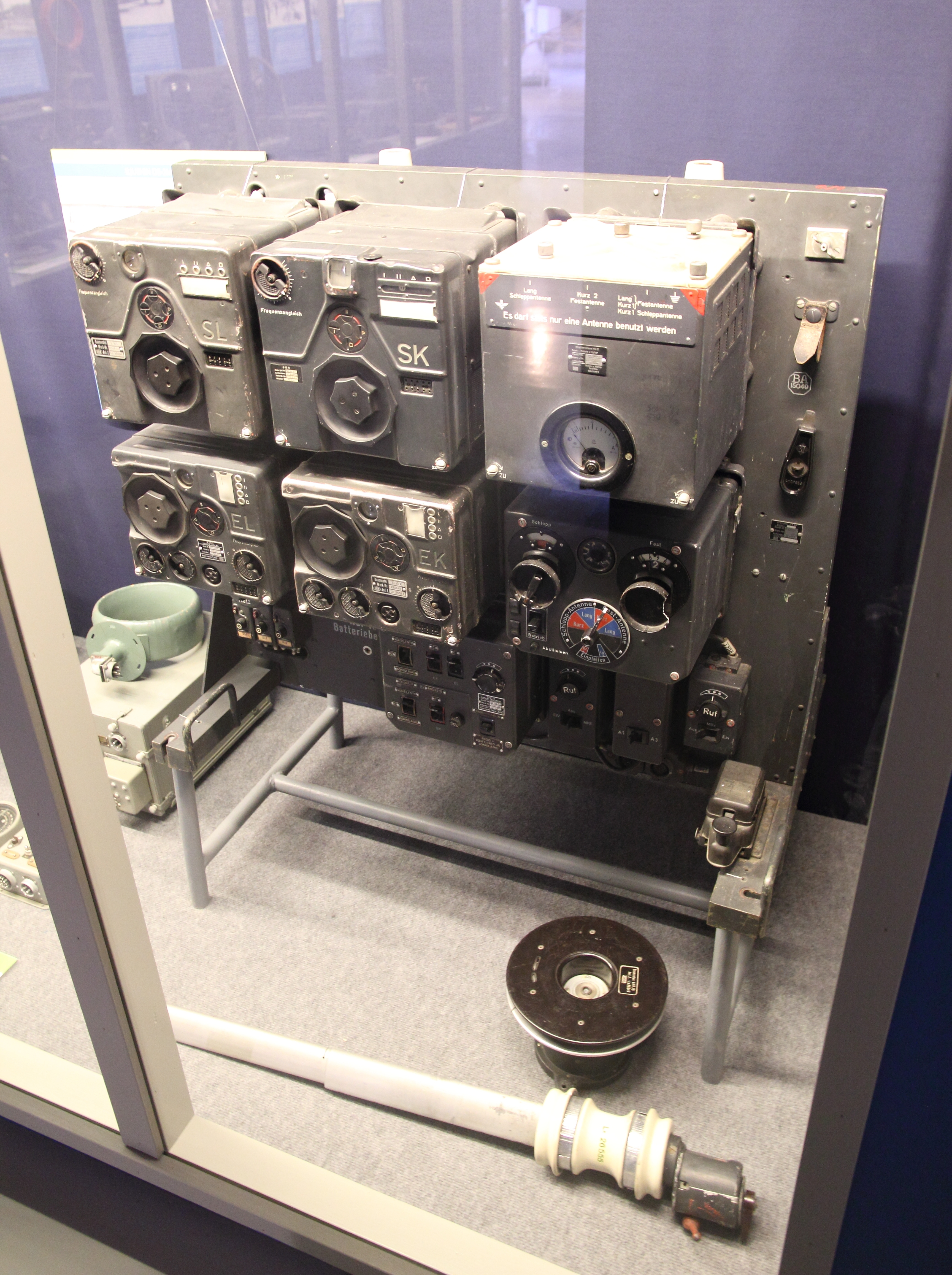
Rádio FuG 10 používané v Dornieru Do 17 Z

Verze Dornier Do 17Z byly nejznámější a nejvíce vyráběné modely a zúčastnily se více operací než verze E a U. Tato verze byla upravena v důsledku zkušeností ze španělské občanské války. Přední část trupu byla přepracována se sníženým a rozšířeným kokpitem kvůli instalaci místa pro zadního spodního střelce. Kabina byla upravena stejně jako u verze U  a S.
Na zkoušku designu byly postaveny Do 17S a Do 17U, které poháněl motor DB 600. Ale kvůli požadavku instalovat tento motor do stíhaček byly stroje později osazovány hvězdicovými motory Bramo 323A. Náklad pum byl zvýšen na 1 000 kg a posádku doplnil čtvrtý člen. Ukázalo se však, že výkon motorů byl nedostatečný, proto byly použity motory Bramo 323P. Byly postaveny pouze tři Do 17S a 15 Dornier Do 17U. Po úpravách měl Do 17 s plným zatížením bojový dolet pouze 322 km. Pozdější verze Do 17Z-3, Do 17Z-4 a Z-5, které byly osazeny fotoaparáty a dvojím řízením také nemohly vyřešit problém s doletem a pumovým nákladem.
První dodávka Do 17Z-0  byla vyrobena s motory Bramo 323 Fafnir na zkoušku, přičemž motory DB 600 bylo stále těžké obstarat. Tato verze byla rychle nahrazena modelem Z-1, která měla přidán kulomet pro bombometčíka. Zvýšená zátěž v nose stroje a přidání zbraní zapříčinily, že byl pumový náklad snížen na 500 kg. Nespokojenost Luftwaffe s výsledkem testování verzí řady Z znamenala okamžité konstrukční změny na dosažení celkové vyšší výkonnosti bombardéru.
To vyústilo v celkové zlepšení rychlosti a dostupu všech modelů verze Z, zejména pak verze Z-5. Odhadované výkony byly: dostup 7 620 m a nejvyšší rychlost 418 km/h, přičemž hmotnost stroje byla 8 100 kg. Naneštěstí sériové stroje nikdy nedosáhly tyto optimistické výkony během pozdější služby. Při hmotnosti 7 740 kg používal těžký Do 17Z-1 motory Bramo 323A-1 se samosvornými palivovými nádržemi v trupu a v křídlech.
Čtyřčlenná posádka spotřebovala přibližně 20 lahví kyslíku během dlouhých letů ve výšce nad 3 700 m. Dornier Do 17Z-1 měl rychlost 352 km/h ve výšce 1 066 m. Motory Bramo však neumožňovaly Do 17 dosáhnout rychlosti 416 km/h ve výšce 3 900 m a v přímém letu při plném zatížení. Dolet verze Z-1 na úrovni moře byl 1 021 km, přičemž ve výšce 4 724 m se zvýšil na 1 367 km.
To se týkalo zejména hlavního sériového modelu Do 17Z-2. Tento model měl zabudovanou novou verzi motoru Bramo 323P-1  o výkonu 746 kW (1 000 hp), který byl vyladěn speciálně pro potřeby Do 17. Nárůst výkonu umožnil zvýšení nákladu pum z 500 na 1 000 kg. Plně naložený měl Do 17 dolet pouze 330 km. Výzbroj byla dále doplněna dodatkovým párem kulometů, které střílely bočními částmi gondoly; tyto zbraně však obsluhoval jeden člověk, proto nemohly být použity simultánně.
Od května 1940 bylo zařazeno do služby 422 Dornierů Do 17Z-2 v jednotkách Kampfgeschwader 2, Kampfgeschwader 3, Kampfgeschwader 76 a Kampfgeschwader 77. Zlepšování výkonů Z-2 způsobilo nárůst hmotnosti z 7 983 kg na 8 128 kg. Následkem těžkých ztrát v Bitvě o Británii bylo rozhodnuto nahradit kanón MG FF silnějším MG 151/15. Ale ztráty se dále zvyšovaly, přestože některé stroje nesly až 8 kulometů. Původní kulomety MG 15 byly ponechány, což platilo i v příští verzi Z-3.
Verze Z-3 byla bombardovací verzí, ale přesto byla používána i jako průzkumné letadlo štáby jednotlivých jednotek. Motory a základní vybavení byly shodné s verzí Z-2; byly však přidány dvě kamery Rb 50/30 a Rb 20/30 do vstupního otvoru posádky. Byl zaveden i osobní fotoaparát na zdokumentování bombardovací mise. Později byl přidán i autopilot. Verze Z-2 a Z-3 byly vizuálně identické, mohly být rozlišeny jedině odlišným vstupním otvorem verze Z-3. Kvůli prostorovým problémům, způsobeným přidaným fotografickým vybavením byla snížena zásoba střeliva z 44 na 42 zásobníků. Pohonná jednotka Z-3 byla vylepšena na verzi Bramo 323P-2. Tento motor byl pak použit ve všech zbývajících modelech verze Z.
Verze Z-4 byla navržena jako cvičné letadlo. Přes téměř identický vzhled se Z-2 a Z-3 měla zabudované rozšířené vybavení pro cvičné lety naslepo. Čtyřmístný stroj měl jeden řídící knipl s dvojím řízením, čímž bylo dosaženo ramenem vyčnívajícím doprava. Pedály směrového kormidla byly před oběma sedadly. Obranná a pumová výzbroj byla zredukována.
Verze Z-5 byla podobná Z-3 s hmotností 8 600 kg. Byla navržena jako protilodní letadlo a v trupu měla zabudované vztlakové nádrže v případě že by byla nucena nouzově přistát na vodu. Většinou měla tyto vztlakové zařízení podobu nesfouknutelných polštářů uložených v zadní části motorové gondoly a ve výstupcích na stranách nosu letadla přímo za prosklením.
Později byly vyvinuty další modely verze Z. Verze Z-6 měla být průzkumným letadlem, přesto zůstala jen v prototypu. V průběhu války však na tento standard bylo upraveno několik stávajících bojových verzí. Tento typ byl určen ke kontrolním letům zjišťující stav počasí. Byl shodný s verzemi Z-1 a Z-2, ale obranná výzbroj byla odstraněna a byly přidány dodatečné palivové nádrže.
To zvýšilo zásobu paliva na 2 890 l. Jelikož lety probíhaly ve větší výšce, byly přidány dodatečné kyslíkové láhve, čímž vzrostl jejich počet z 20 na 24. Kvůli dlouhým letům nad vodou byl potřebný větší nafukovací člun z verze Z-5, se svým dodatečným nouzovým vybavením. Verze Z-6 byla také používána jako noční stíhačka. Některé Z-6 dostaly přední část trupu z Junkersu Ju 88C-6 s kulomety a kanóny. Ukázalo se však, že přední část byla nevyhovující a musela být předělána. Na špičce nosu byl infračervený reflektor, který se stal zavedením radaru Lichtenstein zbytečným.
Verze Z-8 Geier nebyla sériově vyráběna. Byla zamýšlena jako letadlo proti pozemním cílům, dosáhla první vývojovou fázi, ale nebyla vyráběna kvůli nedostatečnému výkonu a pancéřování proti protileteckým zbraním. Zvýšení pancéřování by znamenalo snížení rychlosti, což by stroj vystavilo ještě více nepřátelské palbě.
Verze Z-9 byla osazena speciálním pumovým mechanismem s opožděným shazováním pro nálety v malých výškách. Jejím úkolem bylo potlačení nepřátelské protiletecké obrany, přičemž shazovala malé pumy, první verze tříštivých pum. To však bylo možné jen při letecké převaze ve vzduchu, protože Z-9 neměla pancéřování. Trup a vybavení byl shodný se Z-1 a Z-2. Upravena byla pouze pumovnice k nesení 16 závěsů na odhazování pum. Maximální hmotnost Z-9 byla 7 800 kg. Tato verze se však nedostala do sériové výroby.
Celkem bylo vyrobeno přes 500 kusů verze Z. Výkony letounů nebyly nijak zvláštní, ale i tak byl letoun velmi účinným a spolehlivým. Robustní konstrukce letounu vydržela i těžká poškození a namáhání (letoun dokázal ve střemhlavém letu uniknout i Hurricanu), avšak nad Anglií se začaly rychle opotřebovávat a tak byly přesunuty do SSSR, kde sloužily do roku 1942.

### Do 17Z jako noční stíhač

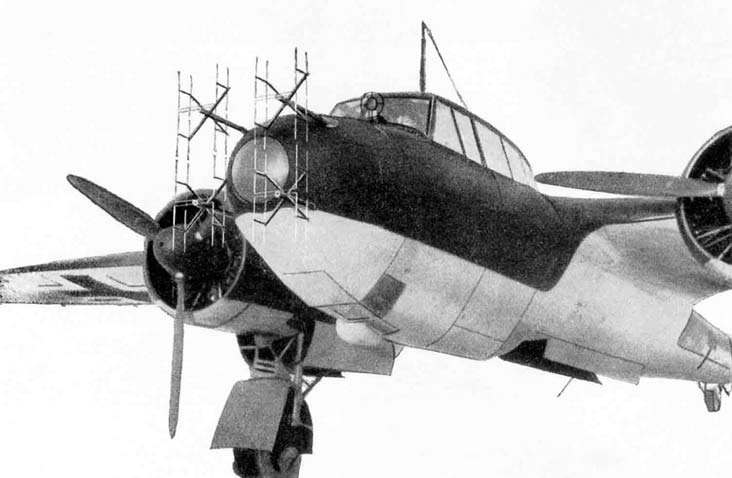
Verze Do 17Z-10 s radarem FuG 220 Lichtenstein

Poté, co v roce 1940 skončila výroba bombardéru, byla verze Do 17Z upravena s použitím nosu z Junkersu Ju 88C a osazena jedním kanónem MG FF ráže 20 mm a třemi kulomety MG 17 7,92 mm na noční stíhačku. Tři prototypy byly upraveny z existujících trupů verze Do 17Z na konfiguraci Do 17Z-7 Kauz I. Standardní Do 17Z-7 byl osazen hvězdicovými motory Bramo 323P-1 a posádku tvořili 3 lidé.
V porovnání se standardní bombardovací verzí bylo palivo rozděleno do více nádrží. Dvě nádrže, každá s kapacitou 770 l, byly v křídlech. Třetí nádrž byla v pumovnici uvnitř trupu, přičemž měla kapacitu 895 l. Zásoba neseného kyslíku pro tříčlennou posádku byla zredukována na 9 lahví, protože záchytné lety ve velkých výškách se neočekávaly. Jako ochrana před čelní palbou bylo do nosu letadla přidáno přídavné pancéřování ve formě těžkých ocelových plátů. Původně bylo zamýšleno pancéřovat celou kabinu posádky. To však nebylo realizováno, protože zvýšení hmotnosti by ještě více snížilo letové výkony už beztak pomalého letadla. Zásoba nábojů byla 3 000 nábojů pro 3 kulomety MG 17 a 400 nábojů pro 20mm kanón MG 151.
Později byl design dále upraven na verzi Do 17Z-10 Kauz II, přičemž pevný nos měl zabudovaný infračervený vyhledávací reflektor pro infračervený detekční systém Spanner Anlage. Verze Z- 10 byla vyzbrojena čtyřmi kulomety MG 17 nad infračerveným reflektorem a dvěma kanóny MG FF ve spodní části nosu. Posádka měla možnost nabíjet kanón MG FF zevnitř. Jeden stroj Kauz II byl vybaven a zkoušen s radarem Lichtenstein. Bylo předěláno pouze 10 strojů z existujících modelů verze Z. Vyhledávací systém Spanner Anlage se ukázal být zbytečným a mnoho strojů verze Z-10 jím nebylo vybaveno. Nejméně jeden stroj Z-10 s označením CD + PV byl použit jako testovací letadlo pro zavedení radaru Lichtenstein na přelomu let 1941–1942. Zbaven všech součástí vybavení noční stíhačky Do 17Z-0 vážil 7 300 kg. Výzbroj byla podobná verzi Z-7 s přidáním kulometu MG 17 a doplněním střeliva o dalších 1 000 nábojů v nose letadla. Další zbraně zahrnovaly kulomety MG 15. Během roku 1942 začaly být nahrazovány jinými stroji.

## Výroba

### Německá výroba
Oficiální statistiky vykazují 2 139 Dornierů Do 17, které sjely z německých výrobních linek. V Dornierově továrně v Oberpfaffenhofenu bylo postaveno 328 Dornierů Do 17E spolu s dalšími 77 stroji Do 17F a 200 kusů Do 17M. Počet vyrobených Do 17Z v této továrně představuje 420 kusů. Ve Friedrichshafenu bylo vyrobeno 84 kusů Do 17K, přičemž některé z nich byly prodány do Jugoslávie. Výroba Do 17P byla rozdělena mezi několik továren. V továrně Siebel v Halle bylo vyrobeno 8 kusů. V továrně Henschel na letišti Schönefeld postavili 73 kusů. V továrně HFB v Hamburku postavili 149 kusů. Henschel také vyrobil kolem 320 kusů Do 17Z, podílem 74 kusů přispěla továrna HFB v Hamburku a dalších 73 kusů vyrobil Siebel. Později bylo postaveno 105 strojů verze Dornier Do 215 v továrně v Oberpfaffenhofenu.
Do 19. září 1938 dostala Luftwaffe 579 Dornierů Do 17. Byly to hlavně stroje verze Do 17E, F, M a P. V období let 1939–1940 bylo postaveno 475 bombardérů Dornier Do 17Z, 16 průzkumných strojů a 9 nočních stíhaček. V téže době bylo také postaveno 100 kusů Dornier Do 215, upravené verze Dornier Do 17.

### Jugoslávská výroba
Zahraniční vlády byly také zaujaty Dornierem Do 17. V červnu 1936 si od Německa objednala jugoslávská vláda 36 kusů Dornier Do 17. Jednání o licenci byla dokončena 27. června 1938 a zahrnovala právo na výrobu 100 kusů Dornier Do 17, s cenou 1 829 825 říšských marek. Dne 18. března 1938 si Jugoslávie objednala 16 hotových Do 17 Ka-2 a Kb-1, za cenu 3 316 788 říšských marek. Poslední z těchto strojů dostali 21. dubna 1939.
Dornier měl nedostatečný přísun německého vybavení, včetně motorů. Jugoslávci našli francouzského výrobce, který měl dodat pohonné jednotky namísto Němců. Vybraný výrobce motorů byla firma Gnome et Rhône a měl být použit motor Gnome-Rhône Mistral Major. Francouzi však zveličili výkony motoru, přičemž uváděli, že má výkon 649 kW a rychlost 420 km/h ve výšce 3 850 m. Vrtule konstantních otáček byly nekvalitní a dodány pozdě. To vedlo k soudům s firmami Piaggio Aero a Ratier. Jen jeden Do 17 byl vybaven úplným německým vybavením. Zbytek Dornierů měl belgické 7,9mm kulomety FN, české fotografické vybavení a radiové vybavení firmy Telefunken. Celkem bylo v jugoslávských závodech vyrobeno 40 kusů Do 17.

## Operační nasazení

### Německo

#### První jednotky Luftwaffe s Do 17
Na konci roku 1936 se začal masově vyrábět Do 17 E-1. První jednotkou Luftwaffe, která Do 17 E-1 převzala, byla v roce 1937 I./KG 153 v Merseburgu a I./KG 155 v Gibelstadtu. Průzkumná jednotka Aufklärungsgruppe (F)/122 (později přejmenovaná na Aufkl.Gr.(F)/22) začala s přezbrojením na Do 17F-1. V průběhu roku 1937 byly na Do 17 E-1 přezbrojeny také jednotky II./KG 153 ve Finsterwalde, III./KG 155 v Altenburgu a II. a III./KG 155. KG 155 byla od října 1937 přeznačena na KG 138. V tomto měsíci vznikla také IV./KG 153 v Liegnitz přejmenovaná v roce 1938 na II./KG 252. I./KG 252 byla vytvořena v Chotěbuzi v listopadu 1938.
Letouny Do 17 F-1 a F-2 se dostaly do výzbroje všech dálkových průzkumných jednotek. Po Aufkl.Gr.(F)/122 je obdržely jednotky Aufkl.Gr.(F)/121 v Neuhausenu, Aufkl.Gr.(F)/123 v Grossenheinu, Aufkl.Gr.(F)/124 v Kasselu, Aufkl.Gr.(F)/125 ve Würzburgu a Aufkl.Gr.(F)/127 v Goslau.
K získání bojových zkušeností byla jedna letka z Aufkl.Gr.(F)/122 vyslána do Španělska.

#### Legie Condor
Svůj křest ohněm Do 17 prožil během španělské občanské války, kde převyšoval většinu nepřátelských stíhaček a dařilo se mu dobře. Španělé mu dali přezdívku "treska". Začátkem roku 1937 se rozběhla masová výroba verzí Do 17E a Do 17F. Do 17F-1  měl nahradit Heinkel He 70 v roli vysokoletícího průzkumného letounu a Do 17E-1 měl nahradit stárnoucí bombardéry Heinkel He 111B Legie Kondor. Ale ukázalo se, že moderní sovětské stíhačky republikánského letectva jsou schopny Do 17E a F zachytit, což přimělo Dorniera k urychlenému doplnění obranné výzbroje.
Vedle jednotek nasazených na pomoc Frankovi byla i 4.K/88 kapitána Rudolfa Freiherr von Moreau. Erhard Milch, Ernst Udet a Albert Kesselring 6. ledna 1937 rozhodli, že Legie Kondor by měla být vybavena modernějšími letadly. Krátce nato byly do Španělska odeslány Heinkely He 111B-1, Junkers Ju 86D-1 a 12 kusů Dornierů Do 17E-1. Jednotka byla nazvána VB/88 (Versuchsbomben Staffel, čili experimentální bombardovací jednotka). Dorniery jednotky VB/88 byly součástí útoku na vesnici Guernica, přičemž jejich cílem byl most. VB/88 shodila 8 tun bomb, zatímco K/88 shodila 37 tun přímo nad městem a způsobila tak smrt přibližně 1 500 lidí. Bombardování VB/88 dosáhlo poškození mostu.
Jediným dalším cílem německých bombardérů v ten den byla železniční stanice. Dne 8. července 1937 Dorniery podnikly několik misí na ochranu nacionalistických vojsk, které ohrožovaly Madrid. V té době byly Junkersy Ju 86 staženy a nahrazeny Do 17F. Na jaře 1938 dorazila do Španělska další jednotka vybavená Dornier Do 17, 1.A/88. Celkem bylo součástí Legie Kondor 27 strojů Do 17E, F a P.
Další letouny, tentokrát průzkumné Do 17 P-1, byly dodány až na podzim roku 1938.
Bombardovací Do 17 E se v bojích příliš neosvědčily. Byl kritizován malý náklad pum a slabá obranná výzbroj letounů. Nejprve měly rychlé Do 17 nízké ztráty, ale příchod moderních sovětských stíhacích letounů situaci změnil. Po skončení bojů dostalo zbývajících 13 kusů Do 17 španělské letectvo.

#### Polské tažení

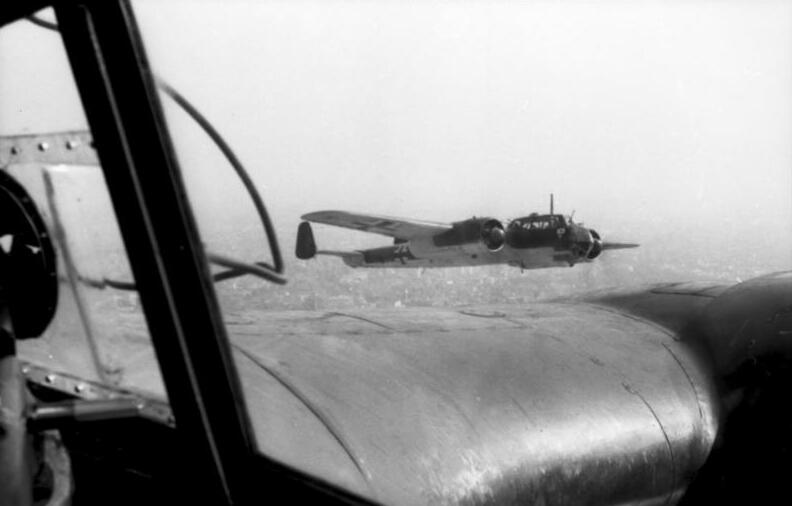
Pohled na Do 17 z kabiny druhého Do 17, 1940

Série nových strojů Do 17Z znamenala zavedení zvětšeného nosu a zvýšení defenzivní výzbroje, přičemž v roce 1939 již byla široce dostupná v jednotkách. Během první fáze druhé světové války tvořil Dornier Do 17 spolu s Heinkelem He 111 páteř bombardovacích jednotek Luftwaffe.
Od roku 1939 do roku 1940 používaly Dornier Do 17 čtyři bombardovací skupiny Luftwaffe, kterými byly: KG 2, KG 3, KG 76, KG 77. KG 76 a KG 77 používaly Do 17E první generace a zbývající dvě jednotky používaly v době vypuknutí války výhradně Do 17Z. Dne 1. září 1939 bylo v bojové pohotovosti 533 Dornierů a 705 Heinkelů. Celkový stav jednotek Dornier byl přibližně 100 kusů Do 17E-1, 32 kusů Do 17M-1 a 188 kusů Do 17Z-1 a Z-2 spolu s 213 kusy Do 17P-1. Jejich spolehlivost a robustnost je učinily v Luftwaffe vysoce populárními.
Během tažení se Do 17 jednotky I./KG 2 zúčastnily Bitvy o Bzury, kde shazovaly zápalné pumy proti jednotkám tvořenými armádou Poznaň a armádou Pomorze. Tyto nálety způsobily polské armádě velké ztráty, a tak se pak stáhla do hustě zalesněné oblasti, což přispělo k její zranitelnosti. Dornier Do 17 si počínal dobře a mohl použít svou rychlost na odpoutání se z boje s polskými stíhačkami. Do 17 byl používán do prvního dne invaze, přičemž dva letouny jednotky KG 77, sestřelené při útoku na základnu Kraków-Rakowice, jsou první ztrátou Luftwaffe v celé válce (sestřelil je stíhací letoun PZL P.11). Do 17 především podporovaly postup německé armády, přičemž se i podílely na zničení Varšavy.

#### Norské tažení
Jedinou známou jednotkou zúčastněnou v norském tažení byla průzkumná jednotka 1. (F)/120 (Aufklärungsgruppe). Operovala z letiště Lübeck/Blankensee v severním Německu až do okupace Dánska; poté, co Wehrmacht dobyl jižní Norsko se 10. dubna 1940 přemístila na letiště Stavanger. Jednotka byla v té době vybavena Dorniery Do 17P-1  a zajišťovala průzkum nad norským pobřežím a Severním mořem.

#### Tažení na západě

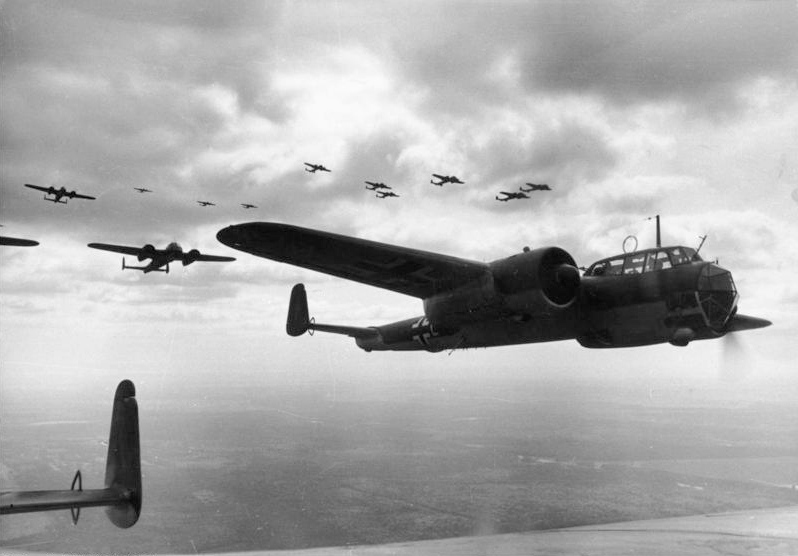
Dorniery Do 17Z-2 nad Francií, léto 1940

Prvním německým letadlem sestřeleným nad Francií během války byl Dornier Do 17P jednotky 2 (F) 123. Připsal si ho pilot Mould ve stroji Hawker Hurricane z první squadrony RAF 30. října 1939. Dornier s výrobním číslem WRK Nr. 4414 vyrobený v továrně Blohm & Voss se zřítil poblíž města Vassincourt, přičemž zahynula celá tříčlenná posádka .
Během bitvy o Francii se užitečnost Do 17 zmenšila v důsledku omezeného doletu a nosnosti. Přesto byl stroj u posádek stále oblíbený díky větší obratnosti než měl Heinkel He 111 nebo Junkers Ju 88, a také díky dobrým charakteristikám při útoku z malých výšek. Jeden z takových náletů byl převeden i jednotkou KG 2 proti letišti kontrolovaném RAF ve Vraux 10. května. Bylo zničeno 6 letadel Bristol Blenheim a dvě letadla Fairey Battle patřící 114. squadroně RAF, a mnoho dalších bylo poškozeno. Přesto však spojenecké stíhačky způsobily jednotce KG 2 a KG 3 ztrátu 19 Dornierů Do 17.
Pouze 2 týdny před zahájením tažení trpěly KG 2 a 3 nedostatečným zásobováním paliva, a tak byly Dornier nečinné a některé útoky zrušeny. Začátkem června se jednotky Dornierů setkávaly se stále menším odporem a ztráty prudce klesly, když přestala Armée de l'Air představovat hrozbu. Ale nad Dunkerquem způsobily stíhačky RAF německým jednotkám těžké ztráty. 2. června Němci přišli o 30 strojů, včetně 16 kusů Do 17. Jednotky Dornierů shodily celkem 320 tun pum.

#### Bitva o Británii

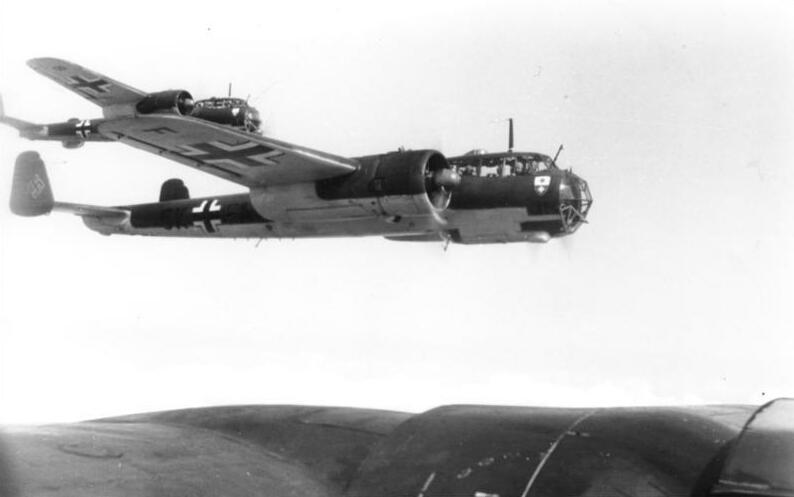
Dornier Do 17Z jednotky Kampfgeschwader 3 nad Belgií, září 1940.

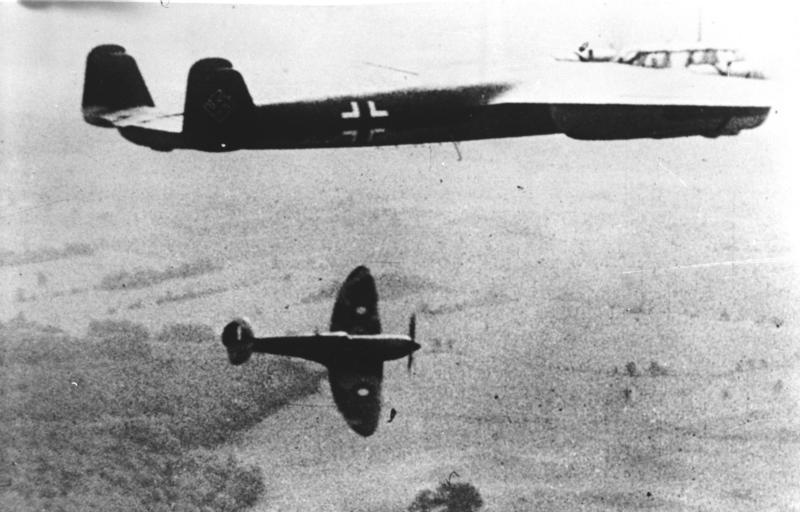
Britský Spitfire útočí na formaci tvořenou bombardéry Do 17 během bitvy o Británii, prosinec 1940

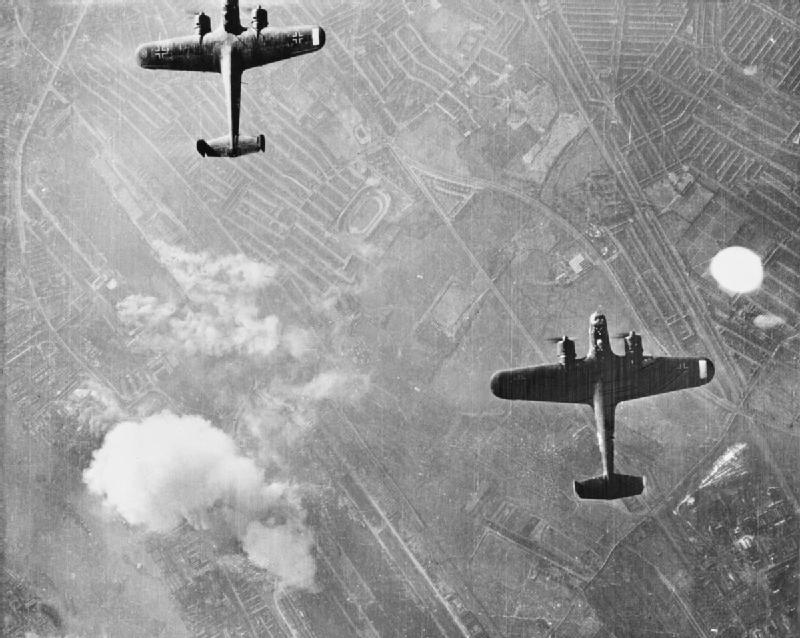
Dorniery nad West Hamem

Během polského tažení mohl Do 17Z díky své rychlosti 427 km/h zůstat v bezpečné vzdálenosti od polských stíhaček a lehký pancíř byl účinný. Také se s úspěchem zúčastnil bitvy o Francii a ztráty byly relativně nízké, ale při setkáních s britskými stíhačkami se ukázal jako pomalý a zranitelný. V bitvě o Británii se ukázalo, že rychlé dobře vyzbrojené a lehké jednoplošné stíhačky změnily rovnováhu sil mezi bombardéry a stíhačkami jednoznačně ve prospěch posledně jmenovaných. Při prvních náletech utrpěl Do 17 velké ztráty.
Protože motor Bramo 323 byl určen pro malé výšky, reagovala Luftwaffe nasazením jednotek Do 17 ve více hromadných misích, kde letěly těsně nad zemí ve snaze vyhnout se tak nepřátelským stíhačkám. V porovnání s Heinkelem He 111 byl Do 17 obratnější a robustnější. Hvězdicové motory byly ideální k útokům z malých výšek, přičemž některé stroje byly osazeny 20mm kanónem. Tou dobou se začal hromadně dostávat do služby nový Junkers Ju 88, který Do 17 nahradil ve větších výškách. Naopak Dornier vynikal v přízemních útocích, ale to bylo čím dál nebezpečnější.
Výhoda Dornieru v nízkých výškách se ukázala být diskutabilní 7. září 1940, kdy Luftwaffe přešla k celkovému bombardování Londýna ze středních výšek. Ztráty se zvyšovaly a 15. září 1940 přišly tři bojové skupiny vybavené Do 17 o 23 sestřelených a 13 poškozených letadel. Mezi sestřelení stroji byl i známý Dornier Do 17 Z-2 s označením F1 + FH patřící jednotce KG 76, jehož část spadla na nádvoří Victoria Station, což vyústilo v blahopřejnou nótu nizozemské královny Vilemíny, která byla svědkyní události.
Významná událost se odehrála 15. září 1940, dnes známá jako "den Bitvy o Británii". Mezi sestřelenými německými stroji byl i Dornier Do 17 F1 + FS, nalezený v poli blízko Shorehamu. Ukázalo se, že Dornier byl vybaven plamenometem instalovaným v ocase stroje. V trupu byly válce s dusíkem, vodíkem a olejem a výstupní tryska byla osazena turbínou. Nejprve se usoudilo, že to bylo zařízení na produkci kouře imitujících poškození. Ale později se zjistilo, že zařízení bylo spouštěno jedním ze zadních střelců s cílem zničit pronásledující stíhačky ze zadní sféry. Ale nedostatek kyslíku znamenal, že zařízení selhalo a vyšel z něj jen nepřetržitý proud oleje.
Ztráty Do 17 v srpnu a září byly značné. V srpnu 1940 bylo ztraceno 54 Dornierů a dalších 20 odepsáno v důsledku technických potíží a nehod. V září bylo ztraceno dalších 50 strojů, celkem s 31 ks Do 17 a jejich pohřešovanými posádkami. V říjnu Luftwaffe ztratila 35 strojů. Dodatečná výzbroj osmi kulometů nainstalovaných ke zlepšení obrany se ukázala jako neschopná odrazit útoky stíhaček.
Boje pokračovaly do října, kdy se Luftwaffe koncentrovala na noční útoky, které prováděly jednotky vybavené Heinkely He 111 a Junkersy Ju 88, které měly větší nosnost a vyšší rychlost. Ztráty Do 17 v Bitvě o Británii byly stanoveny mezi 132 a 171, což je nejnižší podíl ze všech tří typů německých bombardérů.
Po zavedení Junkersu Ju 88 a zařazení produkce nového Dornieru Do 217 byly dny Do 17 sečteny a výroba se zastavila v polovině roku 1940. I přes ukončení výroby a bojích v bitvě o Británii se Dornier zúčastnil ve větším množství dalších bojů v Balkánském tažení, operaci Barbarossa s ostatními státy Osy.

#### Balkánské tažení
Proněmecká Jugoslávie se zprvu zdála být připravena připojit se ke státům Osy, ale vojenský puč svrhl vládu a vyhlásil neutralitu. Rozhněvaný Hitler přikázal dobýt Jugoslávii útokem. Jugoslávci si na konci roku 1940 objednali 36 Do 17 K. Tyto stroje se lišily od německých Dornierů motory, kterými byly francouzské Gnome-Rhône Mistral Major a další odlišnosti zahrnovaly zahraniční přístroje a zbraně. V roce 1940 postavili Jugoslávci 40 ks Do 17 Kb-1 v licenci. Stroje Do 17 K byly přiděleny k 3. bombardovacímu pluku. Ze sedmdesáti Do 17 K přišlo Vazduhoplovstvo vojske Kraljevine Jugoslavie o 26 strojů již při prvním útoku Luftwaffe na základny a letiště. Další Do 17 K byly sestřeleny německými stíhači. Dva Do 17 Kb-1 přiletěly 19. dubna 1941 s nákladem zlata do Heliopolisu a později byly začleněny do Royal Air Force, kde obdržely sériová čísla AX706 a AX707. Další dva letouny, které ukořistila Regia Aeronautica, byly testovány ve zkušebním středisku v Guidonii u Říma. Jeden Do 17 K přeletěl do Bulharska. Jedenáct letounů Do 17 K používalo po porážce Jugoslávie chorvatské letectvo na základnách Agram a Banja Luka jako školní.
Luftwaffe k invazi do Jugoslávie nasadila Luftflotte 4. Ta zahrnovala jednotky KG 2 a KG 3, které byly jedinými ze 7 skupin vyzbrojenými Do 17. V rámci těchto jednotek bylo nasazeno okolo 110 ks Dornier Do 17. První útoky na Bělehrad začaly v 6:51 ráno, 6. dubna 1941. Mezi německými bombardéry bylo i 102 Dornierů Do 17, které nesly 18 ks 50 kg tříštivých pum. Po prvním dni zůstalo v provozu kolem 82 ks Do 17, přičemž jednotky utrpěly jen jedinou ztrátu: stroj jednotky KG 3 s výrobním číslem WNR 2563 5K+DS. Luftwaffe a její Dorniery se nad Jugoslávií ocitly ve stejné situaci jako nad Řeckem - s malým odporem ve vzduchu. Jednotka KG 2 se zúčastnila i bojů o Krétu, kde měly německé Do 17 výrazný podíl na ztrátách způsobených Royal Navy. Mezi 6. dubnem a 31. květnem ztratila jednotka I. /KG 2 šest Do 17 a sedm bylo poškozeno. V téže době hlásila jednotka III. /KG 3 šest ztrát a pět poškozených strojů. Tato jednotka se také zúčastnila útoků na Krétu a Řecko. Do porážky Řecka bylo v bojích ztraceno 29 kusů Do 17.

#### Východní fronta

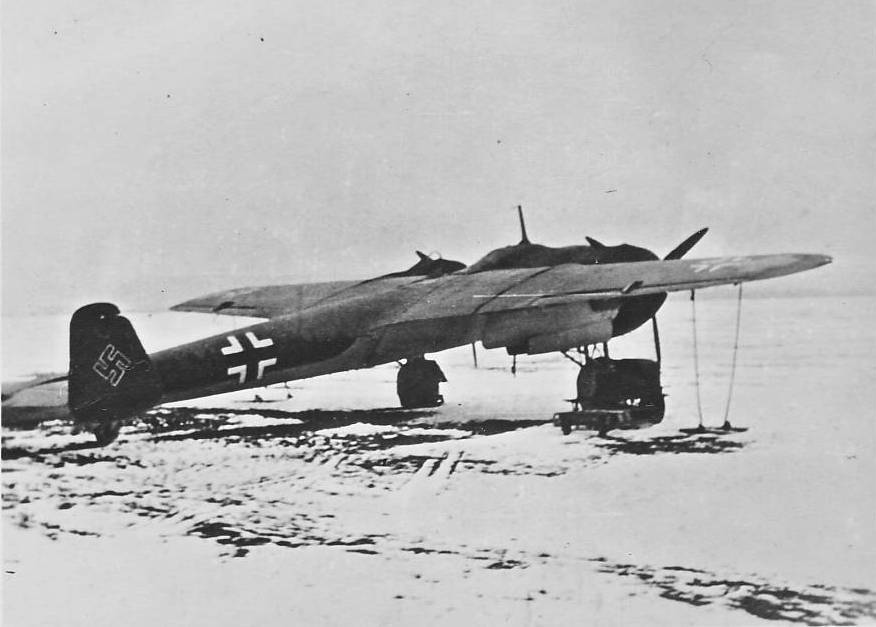
Dornier Do 17Z-2 na Východní frontě, zima 1941.

Po úspěšném zakončení Balkánského tažení se začala Luftwaffe připravovat na operaci Barbarossa - invazi do SSSR. V té době se bojové skupiny již většinou přezbrojily na Junkers Ju 88 a Do 17 hrál jen malou roli. Byly nasazeny jen 2 průzkumné letky vybavené Dorniery. Jednotka KG 2 zůstala jedinou plně operační složka Luftwaffe vybavenou Dorniery. Nejvýznamnější akce Do 17 na Východní frontě se udála 23.- 24. června u Grodna. Velitel sovětského západního frontu, armádní generál Dimitrij Pavlov, se pokusil o protiútok proti skupině Panzergruppe 3 , které velel Hermann Hoth. Nadvláda ve vzduchu a téměř žádný vzdušný odpor umožnily Dornierům Do 17 jednotky III. /KG 2 zničit kolony sovětské pěchoty. S pomocí jiných jednotek Luftwaffe hlásila zničení 105 sovětských tanků. Sovětský 6. a 11. mechanizovaný sbor spolu s 6. sborem kavalérie byl zničen. Za mimořádnou úspěšnost dostal velitel 9./KG 2 Walter Bradel rytířský kříž k železnému kříži.
Operace Barbarossa byla labutí písní typu jako bombardéru. Projevila se opět omezení v podobě krátkého doletu a malé nosnosti. Rozloha nového bojiště znamenala další snížení bojové hodnoty stroje, a tak v byl v průběhu roku 1941 postupně z úlohy bombardéru vyřazen. Zbývající stroje byly použity k testování nových technologií a na výcvik v leteckých školách, zatímco ostatní byly předány spřáteleným zemím v průběhu následujících dvou let.
Celkové ztráty KG 2 na východní frontě v roce 1941 zahrnovaly 3 sestřelené Do 17 v červnu, 9 v červenci a 9 v srpnu, jeden Do 17 byl zničen na zemi v září a 3 v říjnu. Koncem října byla jednotka převelena na přeškolení se na Junkers Ju 88. Přesto se Do 17 zúčastnil bojů s vzdušnými silami jiných národů po přechodu Luftwaffe na Junkers Ju 88. Jedinou bombardovací jednotkou zůstala chorvatská 15. staffel skupiny KG 53. Nejméně 5 ks přežilo konec války ve Finských vzdušných silách z celkového počtu 15 ks, které dostaly Finové od Němců; tyto pak sloužily i po válce, dokud nebyly v roce 1952 sešrotovány.

### Noční stíhač
Během kampaně na obranu říše byl Do 17 až do roku 1944 nasazen také jako noční stíhačka. Nejméně deset Do 17Z bylo upraveno, přičemž jeden Do 17Z-7 a devět Do 17Z-10 sloužilo téměř 2 roky v roli noční stíhačky, kde byly zařazeny v obranném systému vytvořeném Josefem Kammhuberem, jenž byl znám jako "Kammhuberova linie". Posádkami byl však považován za méněcenný oproti Junkers Ju 88C. V této roli sloužil také Do 215. Přesto na Do 17 a Do 215 létalo několik nočních stíhacích es, například Helmut Wolterdorf. Všechny zbylé Do 17Z-10 byly staženy z první linie během léta 1942. Byly buď použity na náhradní díly nebo přeřazeny do leteckých škol nočních stíhačů.

### Tahač kluzáků

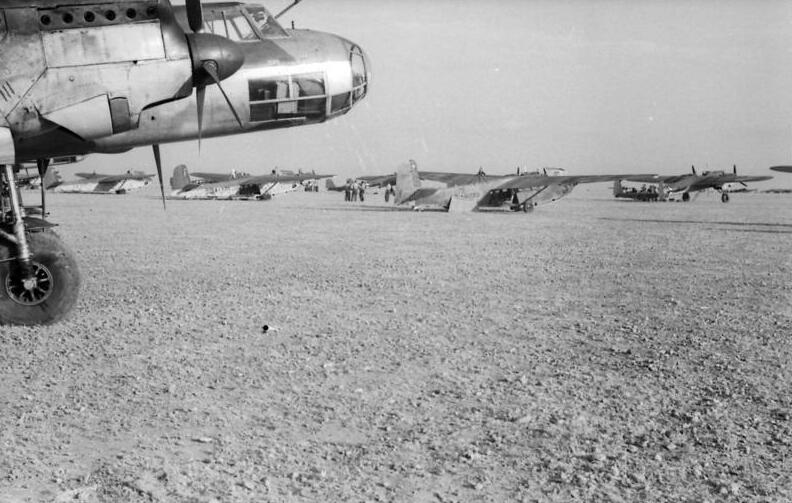
Starší typ Do 17E kdesi v Itálii na Sicílii, v pozadí kluzáky DFS 230, 1943

Po stažení z bojových operaci byli Do 17 od začátku roku 1942 přeřazeny k tažení kluzáků se zásobami. První výsadková skupina (I. /Luftlandegeschwader - LLG) 1 dorazila příliš pozdě, aby mohla zásobovat obklíčených Němců v stalingradském kotli, ale pomohly při zásobování 17. armády, která se stáhla na Kubáň počátkem roku 1943. Zásoby byly dodány kluzáky DFS 230. Mezi 29. lednem a 30. březnem 1943 bylo při těchto operacích ztraceno 5 Dornierů Do 17. V průběhu října 1943 pomohla Luftlandegeschwader 1 zásobovat a částečně evakuovat německou 17. armádu z Kubáně. Začátkem roku 1945 bylo v jednotkách Schleppgruppen 1 a 2 stále ještě několik strojů Do 17.
10. července 1943 shromáždila jednotka I. /LLG 1 na své základně Lézignan-Corbières ve Francii 52 ks Dornierů Do 17 a 136 ks kluzáků DFS 230. 10. listopadu 1943 měla na své základně v Štrasburku 36 ks Do 17 a 195 ks DFS 230, ale jen 14 ks Do 17 a 12 ks DFS 230 bylo letuschopných. 21. července 1944 dotáhly Do 17 dvě letky I. /LLG 1 s vojáky nad plošinu Vercors, kde francouzské hnutí odporu vyhlásilo Vercorskou republiku. Do 1. září 1944 se I./LLG 1 vrátila na svou základnu ve Štrasburku, ale zůstalo jí jen 20 ks Do 17 a tak byla zanedlouho rozpuštěna.

### Zahraniční uživatelé

#### Bulharsko
Bulharské letectvo nejprve používalo bombardovací letouny Avia B-71 (36 kusů) a Aero MB-200 (12 kusů), které byly získány z Československa. V roce 1940 bylo v Německu v rámci modernizace letectva zakoupeno 12 kusů Do 17M s motory Bramo 323 Farnir. Tyto stroje, nasazené Luftwaffe se francouzské kampani a poté podrobené revizi, přistály v Plovdivu dne 6. září 1940. V Bulharsku dostaly přezdívku Ouragan (Vichřice). Při napadení a porážce Jugoslávie se bulharské armádě podařilo u Skopje ukořistit několik jugoslávských Do 17K, z nichž šest bylo opraveno a zařazeno do bulharského letectva. Posledních 12 kusů Do 17 bylo v Německu zakoupeno v roce 1942.
První tucet Bulharsku dodaných Do 17 sloužil především k průzkumu. Šest operovalo u egejského pobřeží a druhých šest na Peloponéském poloostrově. Letouny také doprovázely německé a italské lodě či snímkovaly minová pole. Tři stroje z druhé skupiny sloužily k dopravě pošty. Poté, co se Bulharsko ve válce přidalo na stranu spojenců, začaly jeho Do 17 operovat proti Německu. Jako průzkumné a bombardovací se nejprve podílely na útocích na německé jednotky na území Jugoslávie, později slouží už jen jedna průzkumná letka. Po válce byly Do 17K vráceny Jugoslávii a ostatní bulharské letouny vyřazeny.

#### Jugoslávie

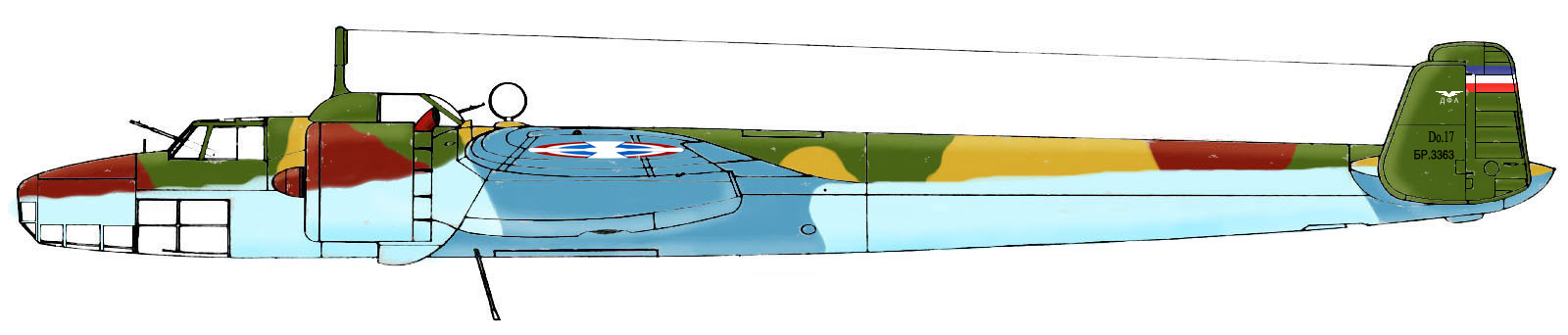
Do 17K z 3. bombardovací letky Jugoslávského královského letectva, duben 1941

Jugoslávie zakoupila licenční práva na výrobu upravených Do 17, označených zde Do 17 K. Letouny měly prodlouženou příď, jugoslávské a československé přístroje a především motory Gnome-Rhône 14N, vyráběné v Rakovici u Bělehradu. Výzbroj se skládala ze tří belgických kulometů FN ráže 7,7 mm. Z Německa bylo dodáno 36 kusů, první z nich v říjnu roku 1937. Nejprve bylo dodáno 20 kusů bombardovacích Do 17 Ka-1, poté 14 kusů Do 17 Ka-2, které mohly sloužit i pro průzkum a nakonec dva kusy verze Do 17 Kb-1, jež už vycházela z modernější varianty Do-17 M a byla vzorem pro domácí licenční výrobu, která dala dalších 40 kusů Do 17 Kb-1.
V první den německého útoku bylo ztraceno plných 41 strojů. Ostatní se zapojily do obranných bojů. V den vyhlášení Nezávislého státu Chorvatsko zbývalo posledních 11 bojeschopných Do 17 K. O několik dní později posledních osm kusů Do 17 K pomáhalo dopravit důležité osoby, dokumenty a zlato do Řecka. V den podepsání příměří 17. 4. 1941 byly čtyři z nich zničeny německými stíhači na řeckém letišti Paramythia. Dvěma strojům se podařilo uniknout přes Řecko do Egypta. Několik strojů ukořistilo letectvo Nezávislého státu Chorvatsko a jeden Bulharsko.

#### Chorvatsko
Po německé invazi do Jugoslávie byl v dubnu 1941 zformován Nezávislý stát Chorvatsko. Chorvati 27. června 1941 vytvořili jednotku zvanou Hrvatska zrakoplovna Legija, jejímž úkolem byl boj proti Sovětskému svazu. Jednotka měla 160 letců, kteří byli vycvičeni v německých leteckých školách, jako například v Kampffliegerschule 3 na Baltu, kde cvičili na Do 17Z. 31. října 1941 byla jednotka přiřazena ke Kampfgeschwader 3 jako jednotka 10.(kroatisch)/KG 3 a dostala 15 ks Do 17Z, přičemž působila na východním frontě. Jednotka neutrpěla, až do 1. prosince 1941, během Bitvy o Moskvu, žádné ztráty. Do svého stažení zpět do Chorvatska v únoru 1942 si jednotka připsala 366 bojových vzletů, 71 útoků z nízkých výšek, 4 vesnice, 173 budov, 276 zničených vozidel a 11 sestřelených letadel. V červenci 1942 byla na Východní frontu odeslána další jednotka, která používala Němci vlastněné Do 17Z a byla označena jako 15.(kroat.)/KG 53. V listopadu 1942 byla stažena do Chorvatska.
Počet Do 17, které se zúčastnily bojů v chorvatských jednotkách je těžké určit. Chorvatské letky tvořily součást německých bojových jednotek, stejně jako jejich vlastní nezávislé jednotky a také je nejasné, kolik strojů se vrátilo zpět do Chorvatska, pokud vůbec nějaké. V lednu 1942 bylo Chorvatsku darováno ve formě 11 Do 17ka. Bylo také přislíbeno 6 ks Do 17 z Luftwaffe, ale podle jednoho zdroje nebyly nikdy dodány a podle jiného zdroje bylo 6 Do 17E dodány v roce 1942. Dne 23. září 1942 nebo v březnu 1943 bylo Chorvatskem zakoupeno dalších 30 ks Do 17E a 30 bylo slíbeno, ale nikdy nedodáno. V listopadu 1943 byl schválen nákup 79 ks Do 17Z, ale stroje opět nikdy nebyly dodány. V prosinci 1943 tvořily 1. a 2. bombardovací squadrony část Chorvatské letecké legie a měly dosáhnout velikost skupiny v únoru 1944. Zda se to podařilo zůstává nejasné.
Dne 30. července 1944 přistál nouzově v Cerignole, jižně od Foggia v Itálii Do 17Z-5 s označením Z8 + AH jednotky Kroa. KGR 1. Později v roce 1944 byl jugoslávskými partyzány ukořistěn Do 17F-1 a byl přelétnut do Bari v Itálii, které bylo obsazeno britskými silami, ale toto tvrzení se ukázalo jako nepodložené. Jeden ze zdrojů říká, že ve spojenci okupované Itálii přistály celkem až 3 Do 17; jeden Do 17Z - 13. července 1944, dříve zmíněný Do 17Z-5 30. července 1944 a další Do 17Z - 10. srpna 1944.

#### Finsko

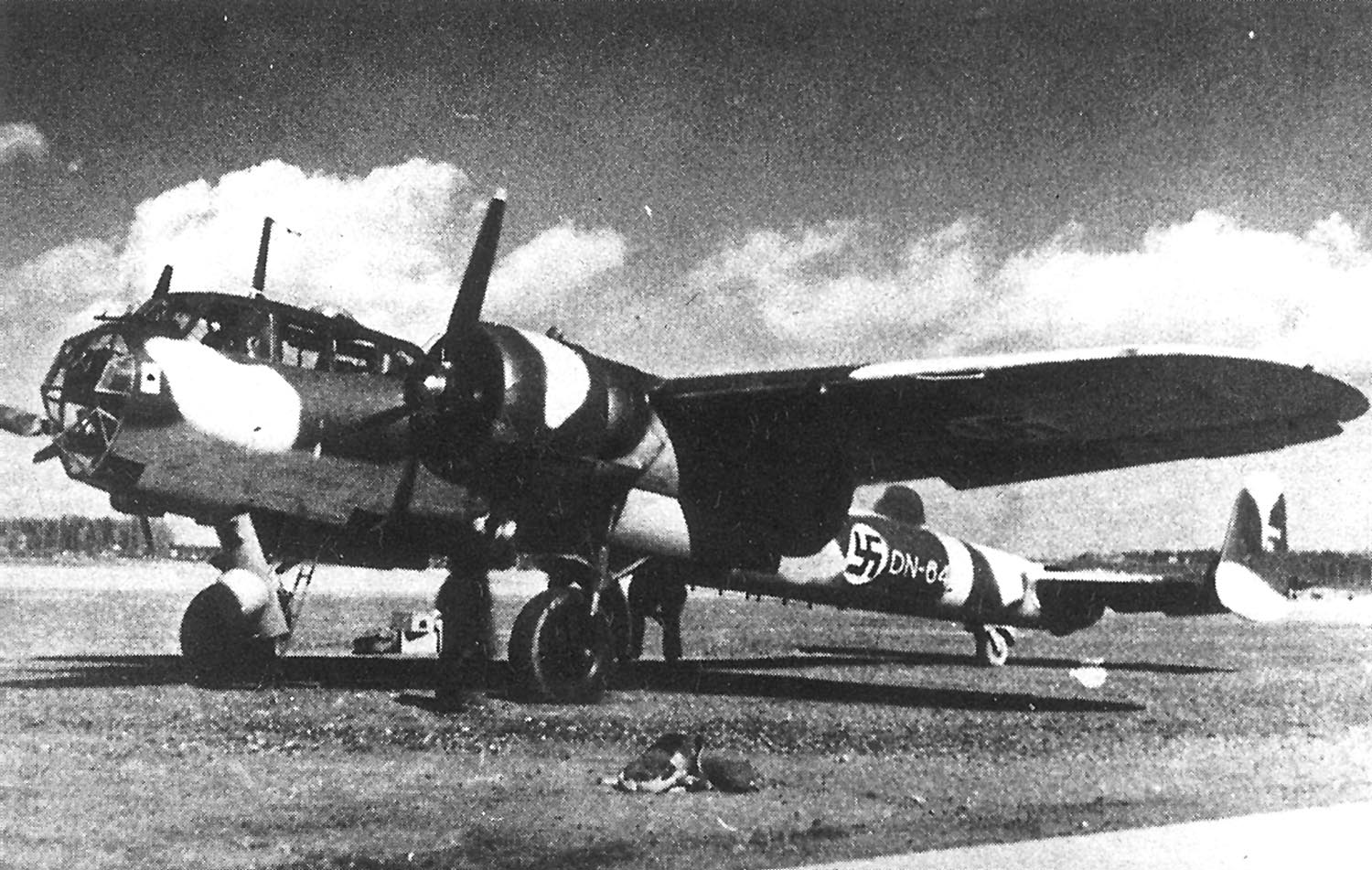
Dornier Do 17Z finského letectva

Dne 11. listopadu 1941 dostalo Finsko jako dar od říšského maršála Göringa 15 letounů Do 17Z variant Z-1, Z-2 a Z-3 z přebytků Luftwaffe a 300 000 kg pum. Jednotka Lentolaivue 46 (LeLv 46), která stroje převzala, se stala operační v březnu 1942. Letouny byly využívány pro bombardování, průzkum či vysazování záškodníků v sovětském týlu. Finské ztráty nebylo možné nahrazovat novou dodávkou Do 17 a proto byla LeLv 6 koncem roku 1943 doplněna 6 kusy ukořistěných sovětských DB-3. Finské Dorniery se zapojily do obrany na karelské frontě během sovětské ofenzivy v červnu 1944. Poslední akcí proti SSSR byl 20. 8. 1944 shoz letáků u Vuosalmi. Poté se letouny účastnily i bojů proti německé armádě. Jejich posledním válečným nasazením byl 4. dubna 1945 průzkumný let. Po válce bylo pět kusů Do 17Z používáno pro fotoprůzkum, přičemž poslední let letounu ve finských službách proběhl 13. září 1948.

#### Rumunsko
Mezi dubnem a květnem 1942 bylo obdrženo 10 Dornierů Do 17M a byly přiřazeny k Escadrile 2 k průzkumným misím.

## Uživatelé
Bulharsko

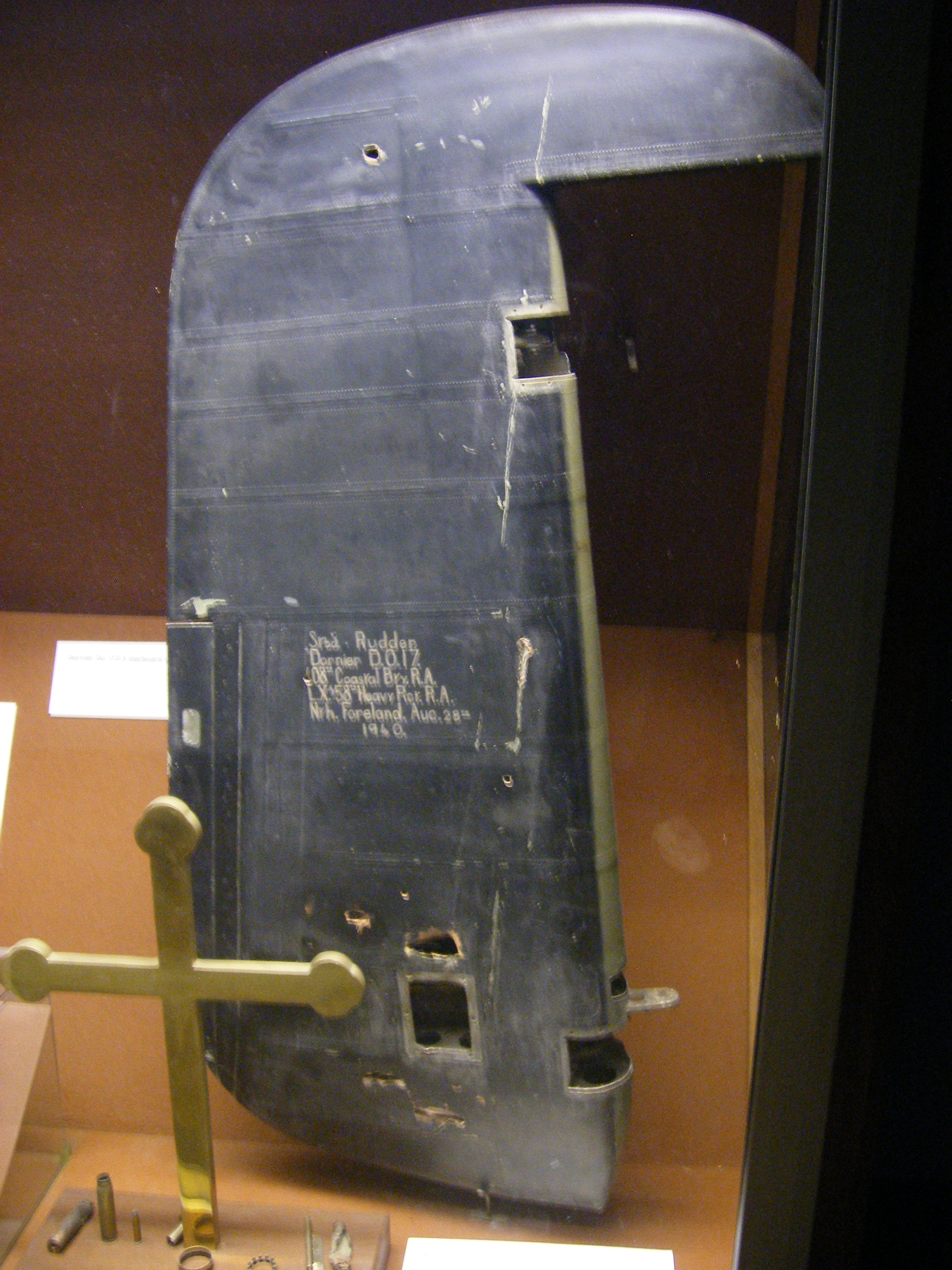
Kormidlo Dornieru Do 17 sestřeleného 28. srpna 1940.

- Bulharské letectvo dostalo jedenáct Do 17M a P v roce 1940 a nejméně jedenáct ex-jugoslávských strojů v roce 1941. Dalších šest strojů bylo dodáno v roce 1943. Ve službě zůstaly až do roku 1945.

 Chorvatsko
- Zrakoplovstvo Nezavisne Države Hrvatske dostalo minimálně 15 Do 17Z v roce 1941, jedenáct ex-jugoslávských Do 17Ka a dalších 30 nebo 36 ks Do 17E v roce 1942.

 Finsko
- Finské letectvo

46 Squadrona dostala v lednu 1942 15 letounů.
 Německo
- Luftwaffe

 Maďarsko
- Maďarské královské letectvo dostalo jeden ex-jugoslávský Do 17Ka-3.

 Itálie
- Regia Aeronautica používala nejméně jeden Do 17 zařazený v jednotce 1° Centro Sperimentale v Guidonii, kde byl zkoušen až do září 1943.

 Rumunsko
- Rumunské královské letectvo dostalo 10 použitých Do 17M v listopadu 1942.

 Španělsko
- Španělské letectvo dostalo stroje vyřazené z Legie Condor – Do 17E, F a P a 13 zůstaly ve službě po konci Španělské občanské války.

 Švýcarsko
- Švýcarské letectvo používalo jeden Do 17Z-2, zajatý po přistání na Basilejském letišti v dubnu 1940.

 Jugoslávie
- Jugoslávské královské letectvo

 Spojené království
- Royal Air Force zařadila do služby 2 jugoslávské Do 17K, které uletěly z Jugoslávie, přepravujíc Krále Petra II. a zlato. Stroje dostaly sériová čísla AX707 a 707. Oba byly zničeny při leteckém útoku na letiště Ismaïlia 27. srpna 1941.

 USA
- United States Army Air Force používalo minimálně jeden Do 17E-1, WkNr 2095. Přejmenovaný na Axis Sally, po válce byl odvezen do USA a testován.

## Dochované stroje

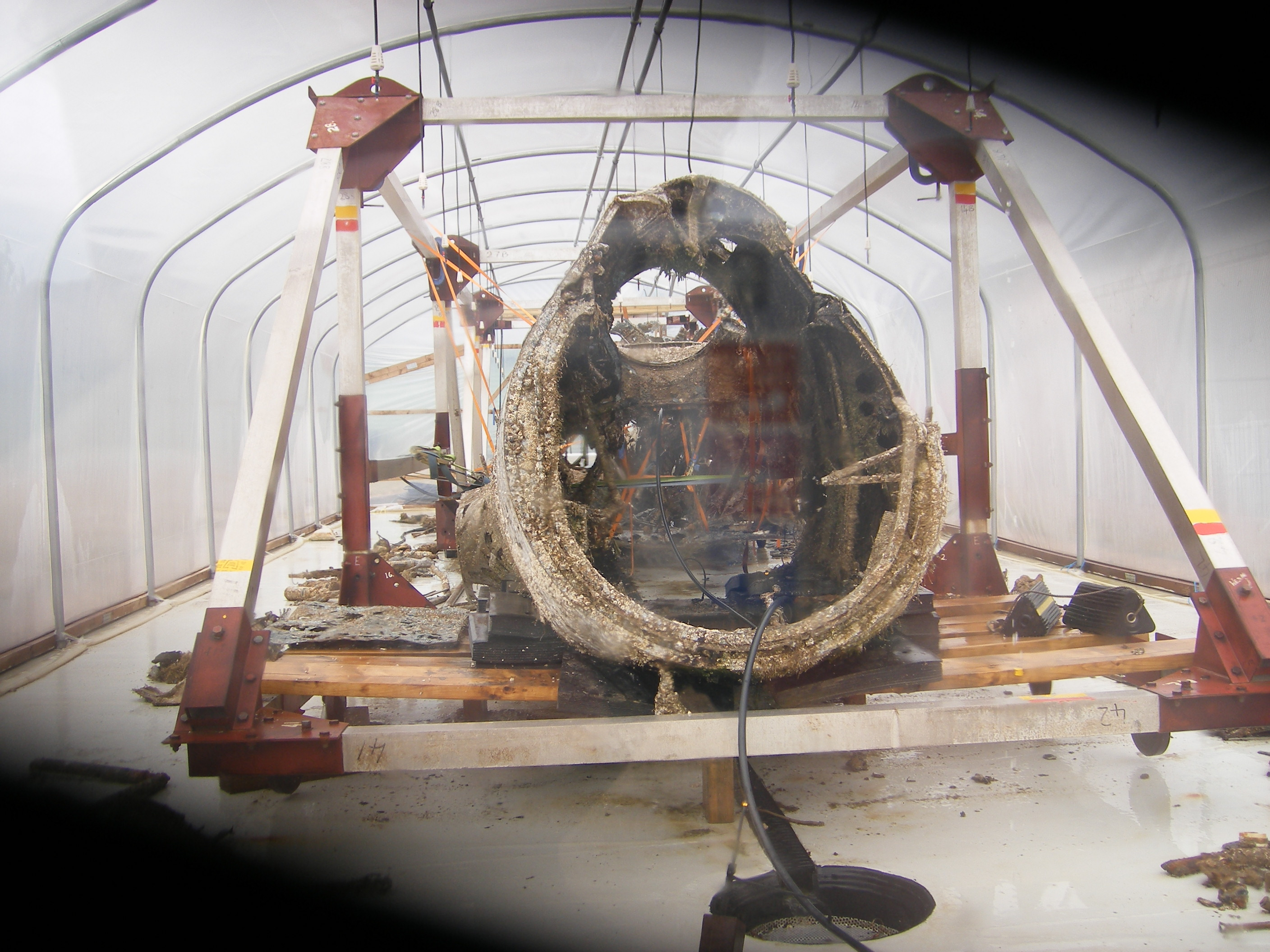
Z vody vyzdvižený Werknummer 1160 v Cosfordu 2013.

Dosud se věřilo, že se nezachoval žádný z dvoumotorových bombardovacích Dornierů. V září 2007 se našel téměř celý Do 215 B-5 (verze Dornier Do 17Z) v mělkých vodách Waddenzee v Nizozemsku. Různě velké kusy strojů Do 17 byly také uchovány v různých muzeích a soukromých sbírkách po celém světě.
Dne 3. září 2010 bylo oznámeno, že byl u pobřeží Anglie objeven Do 17 ležící v hloubce 15 m. Letadlo bylo objeveno u Goodwin Sands v Kentu v září 2008, ale zůstalo důkladně střeženým tajemstvím. Dornier Do 17Z-2 výrobního čísla WrkNr 1160 byl používán  7. Staffel, III. Gruppe jednotky Kampfgeschwader 3. Byl součástí náletu KG 2 a KG 3 při bombardování letiště RAF Debden a RAF Hornchurch 26. srpna 1940. Nouzově přistál během náletu. V červnu 2010 byly provedeny v okolí stroje provedeny potápěčské akce. Bylo zjištěno, že letadlo je téměř v celku, chybí jen část směrového kormidla, stabilizátor, přední zasklená část nosu, dvířka podvozku a kryt motoru. Letoun byl nakonec vyzvednut 10. června 2013. Byl převezen do Michael Beetham Restoration Centre v Royal Air Force Museum Cosford, kde na něm mj. pracují metalurgové z Imperial College London. Plány jsou takové, že se pomocí kyseliny citronové odstraní povlak a chloridy z hliníkového draku.

## Specifikace (Do 17 E-1)

### Technické údaje
- Osádka: 4
- Délka: 16,24 m
- Rozpětí: 18 m
- Výška: 4,56 m
- Nosná plocha: 54,99 m²
- Hmotnost prázdného stroje: 4499 kg
- Vzletová hmotnost: 6799 kg
- Maximální vzletová hmotnost: 7039 kg
- Pohonná jednotka: 2 × vodou chlazený dvanáctiválec BMW VI 7.3, každý o výkonu 559 kW

### Výkony
- Maximální rychlost: 379 km/h (u hladiny moře)
- Dolet: 1593 km s nákladem pum
- Dostup: 5501 m

### Výzbroj
- 3× kulomet MG 15 ráže 7,92 mm (některá letadla měla v letech 1939/1940 až pět)
- 997kg pum

## Specifikace (Do 17Z-2)

### Technické údaje
- Osádka: 4
- Rozpětí: 18 m
- Délka: 15,80 m
- Výška: 4,55 m
- Nosná plocha: 55 m²
- Hmotnost prázdného stroje: 5209 kg
- Vzletová hmotnost: 8578 kg
- Maximální vzletová hmotnost: 8850 kg
- Pohonné jednotky: 2× 9válcový hvězdicový motor BMW Bramo 323P Fafnir, každý o výkonu 750 kW

### Výkony
- Maximální rychlost: 425 km/h
- Dostup: 8200 m
- Bojový dolet: 1160 km

### Výzbroj
- do šesti kulometů MG 15 ráže 7,92 mm (přední kulomet někdy nahrazen kanónem MG FF ráže 20 mm)
- do 1000 kg pum